# 维耶尔宗
维耶尔宗（發音：[vjɛʁzɔ̃] ⓘ），法国中部城市，中央-卢瓦尔河谷大区谢尔省的一个市镇，同时也是该省的一个副省会，下辖维耶尔宗区，其市镇面积为74.5平方公里，是该省面积第六大的市镇；2022年1月1日时人口数量为25,254人，是该省人口第二多的市镇，仅次于省会布尔日，在法国市镇中排名第359位（2021年）。
维耶尔宗位于谢尔省西部，耶夫尔河与谢尔河交汇处，贝里和索洛涅两大自然区域的交界地带，是法国中部的一个区域性中心城市。
维耶尔宗始建于中世纪，近现代因贝里运河的贯通而兴盛，维耶尔宗法兰西公司在二十世纪初曾为法国最大的农业器械制造商。二战初期纳粹德国划分军事分界线将维耶尔宗一分为二，分属沦陷区和维希法国。维耶尔宗也是法国的一个重要交通枢纽，共有四个方向的高速公路和五个方向的铁路在此交汇，维耶尔宗火车站是法国铁路系统的A级车站。维耶尔宗亦因比利时歌手雅克·布雷尔的歌曲《沃苏勒》而闻名。

## 地名来源
维耶尔宗的地名来源尚存在争议，根据当地十九世纪历史学家勒内·勒迈特（René Lemaître）的论述，维耶尔宗可能在公元前二世纪托勒密一世的一份文献中以“Varicum”的形式被提及，亦可能被西吉贝尔特一世以“Pons-Virzonis”的形式记载，“Vierzon”一名可能出自拉丁语单词“eversio”，意为“破坏、拆毁”，该名称可能与当地历史上曾多次遭到破坏有关。此外，法国古典历史学家奥古斯特·隆尼翁认为该名称可能出自拉丁语单词viridio或viridus，意为“青色的、翠绿的”，对应现代法语单词“verdoyant”。法国地名学家阿尔贝·多扎则认为“Vierzon”出自高卢人名“Virisius”。
维耶尔宗首次在官方文件中出现是在公元843年，该地在《凡尔登条约》当中被记载为“Virsionis oppidum”。此后，维耶尔宗的地名拼写形式发生了多次变化：
- Virisionensium ager（公元九世纪）
- Virsionensium agellus（900年左右）
- Virisio（926年）[3]
- Castellania de Virsione（1172年）
- Castrum Virsonis（公元十二世纪）
- Virsonium（公元十二世纪）
- Versio（1285年）
- Verson（1290年）
- Vierzo（1344年）
- Virzon（1404年）

## 历史

### 起源至中世纪初
维耶尔宗的起源尚不清楚，该地所处区域曾出土多处旧石器及新时期时代的人类活动遗迹。位于距离维耶尔宗大约20公里外的巴朗容河畔讷维境内曾发掘出小维拉特遗址（Petite Villatte），其文物和卢瓦尔河谷内出土的文物基本一致，历史学家由此断定该区域在古典时期就已出现商业贸易活动。公元前一世纪，维耶尔宗为比图里格人的活动范围。高卢战争后，古罗马人占领了这一地区并开辟了多条道路，其中一条连接奥古斯托杜努姆（Augustodunum，今欧坦）和凯萨罗杜努姆（Caesarodunum，今图尔）的道路经过维耶尔宗，并可连接阿瓦里库姆（Avaricum，今布尔日）和加布里斯（Gabris，今日耶夫尔）。
维耶尔宗在古典时期的城市风貌尚无从考证，当地官方网站的一篇文章认为维耶尔宗在罗马时期就已成为一座奥皮杜姆，其附近的圣拉扎尔树林曾建成一座神庙。1999年，维耶尔宗境内的旧庄开发区（ZAC du Vieux Domaine）内发现一处罗马别墅及农场遗址。此外，根据维耶尔宗的民间传说，旧庄遗址历史上曾建有特里普勒城堡（château Triple），但该地尚未发现城堡遗迹。公元五世纪末，法兰克人入侵高卢，一处名叫“Villa Gothorum”的建筑在一份文件中被提及，一些历史学家认为该建筑可能是维耶尔宗圣伯多禄修道院的前身。
基督教最初于公元二世纪传入维耶尔宗所处的贝里地区。维耶尔宗西郊的阿尔农河与谢尔河交汇处附近曾出现一座名叫“代夫尔”（Dèvre，一写Dèvres）的修道院。公元843年，该修道院在一份有秃头查理署名的文件中被提及，这也是维耶尔宗地区可以考证的最初记载。公元九到十世纪间，维京及诺曼人屡次通过谢尔河伸入内陆，代夫尔修道院屡次遭到蛮族入侵。公元903年，代夫尔修道院搬迁至耶夫尔河与谢尔河交汇处的一处河心岛上，成为圣伯多禄修道院。

### 中世纪中后期
圣伯多禄修道院通常被认为是维耶尔宗首个有确切记载的建筑。公元969年，维耶尔宗所处的上贝里地区脱离阿基坦统治，被布卢瓦伯爵蒂博一世继承，他也是维耶尔宗首位获得伯爵头衔的领主。990年，修道院长安德烈（André）颁布修建教堂的宪章。与此同时，得益于宗教活动的开展，维耶尔宗逐渐形成聚落，当地出现了集市及固定商铺，此外还出现了一座皮革加工作坊，城镇居民数量占到了约10%。1067年，维耶尔宗发生火灾，当地多处建筑被毁，此后维耶尔宗领主在此修建了大型城堡作为家族宅邸，其入口处的巴尼耶城门于十三世纪建成。此外，维耶尔宗的多位领主曾参与十字军东征，此举使得维耶尔宗名望大增，当地的教堂也在中世纪中后期多次得到扩建，至十五世纪时成为设施完备的维耶尔宗圣母教堂。
英法百年战争时期，维耶尔宗领主曾将土地转赠给了阿帕纳日领主。1422年，英格兰军队占领了维耶尔宗以南的吕里地区，法兰西军队则驻扎于维耶尔宗以西的梅讷图，维耶尔宗由此处于双方对峙的前沿地带并持续了数年之久。根据当地民间传说，圣女贞德在1429年1月前往希农会见查理七世的途中曾在维耶尔宗附近停留；同年2月，为支援奥尔良之围，贞德将维耶尔宗作为一个重要的军粮补给中心，此举获得了当地领主及民众的支持，最终有488户人家的粮食被征用。同年5月围城战胜利后，贞德曾返回维耶尔宗地区并协同当地领主继续歼灭了藏匿于此的英格兰残余势力。战后，为了表示对维耶尔宗居民对粮食征用的感谢，查理七世及路易十一对维耶尔宗的盐税进行部分减免，并拨款用于维耶尔宗的市政建设。在查理七世的支持下，维耶尔宗城市得到扩建，当地的医院和圣职团分别于1450年和1470年建成，环绕维耶尔宗的城墙亦于15世纪末得到翻新加固。

### 十六至十八世纪

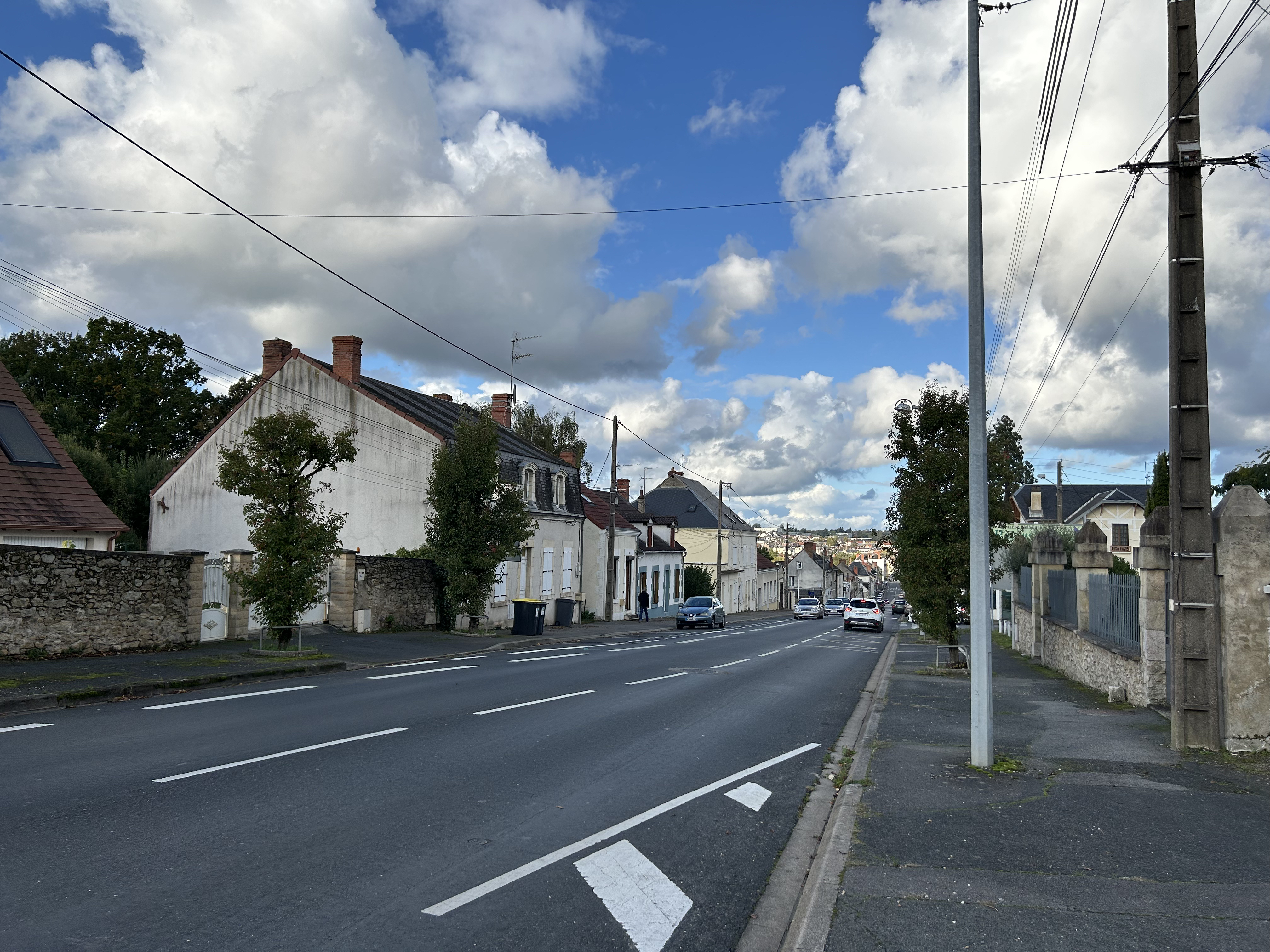
从7月14日大街向北眺望维耶尔宗市区。该道路前身为中世纪末开辟的巴黎—吉耶讷通道

1519年，弗朗索瓦一世将维耶尔宗设置为皇家城市，并在此设立了中尉、财监、税监等职位。十六世纪20年代初，维耶尔宗曾发生特大洪水并两次出现黑死病疫情，并因1523年冬季寒潮而引发饥荒。1524年，维耶尔宗境内新建成了多次疗养院。1526年，弗朗索瓦一世又决定在维耶尔宗设立一处军营用于保护城市。至十六世纪中期，维耶尔宗逐渐成为一个区域性的经济中心。法国地理学家尼古拉·德尼古拉伊曾于1567年到访维耶尔宗，并在其著作《贝里公国地区概述》（Description générale des Pays et Duché de Berry）中对当地的城市风貌进行了“18肘厚的城墙”、“22座塔楼，其中一座位于山顶上”、“四周森林环绕”、“织布业活动兴旺”等详细的描述。
宗教战争初期，维耶尔宗为天主教同盟控制下的一座城市，新教军队曾于1562年攻占维耶尔宗，但同年7月19日被皇家军队驱赶。亨利四世统治时期，维耶尔宗境内建成了一处横跨谢尔河的木质桥梁，该桥使得维耶尔宗成为了连接巴黎和吉耶讷之间最便捷通道上的必经之路，为了维护桥梁安全，维耶尔宗领主自1603年起开始征收过桥税。1611年，方济嘉布遣会在维耶尔宗创建了一处教会讲堂，后者于1620年被布尔日总主教加冕并命名为“Saint Claude”以纪念同名圣人；同年，维耶尔宗被路易二世·德·波旁-孔代继承。1685年9月13日夜间，维耶尔宗发生特大火灾，当地65间房屋被烧毁，其中包括了当地的税务局，当地财政税收毁于一旦。
维耶尔宗近代因纺织手工业而兴盛，当地的织布业活动在十六世纪德尼古拉伊的著作中就已被提及。1708年，维耶尔宗境内有约50家织布作坊，鼎盛时期当地的织布工人占了所有手工业从业者的半数以上。与此同时，贝里地区的农业生产在十八世纪中叶因交通等原因出现了滞销，为加强商路贸易，沿谢尔河延伸的道路以及连接巴黎和图卢兹之间的道路相继建成，横跨谢尔河的桥梁于1745年重建，维耶尔宗亦自1760年起实现邮政服务。十八世纪70年代，在查理十世的支持下，维耶尔宗开始进行大规模城市改造，横穿城中心的道路被扩宽，谢尔河及耶夫尔河的河道均得到整治，维耶尔宗通过内河航运可直通大西洋入海口。交通条件的提升使得维耶尔宗地区经济得到快速发展，1779年，维耶尔宗出现了一家瓷器加工作坊，此后当地又出现了木材加工、制铁、皮革、造船等工业部门，维耶尔宗逐渐成为一座综合性的工商业城市。

### 近现代

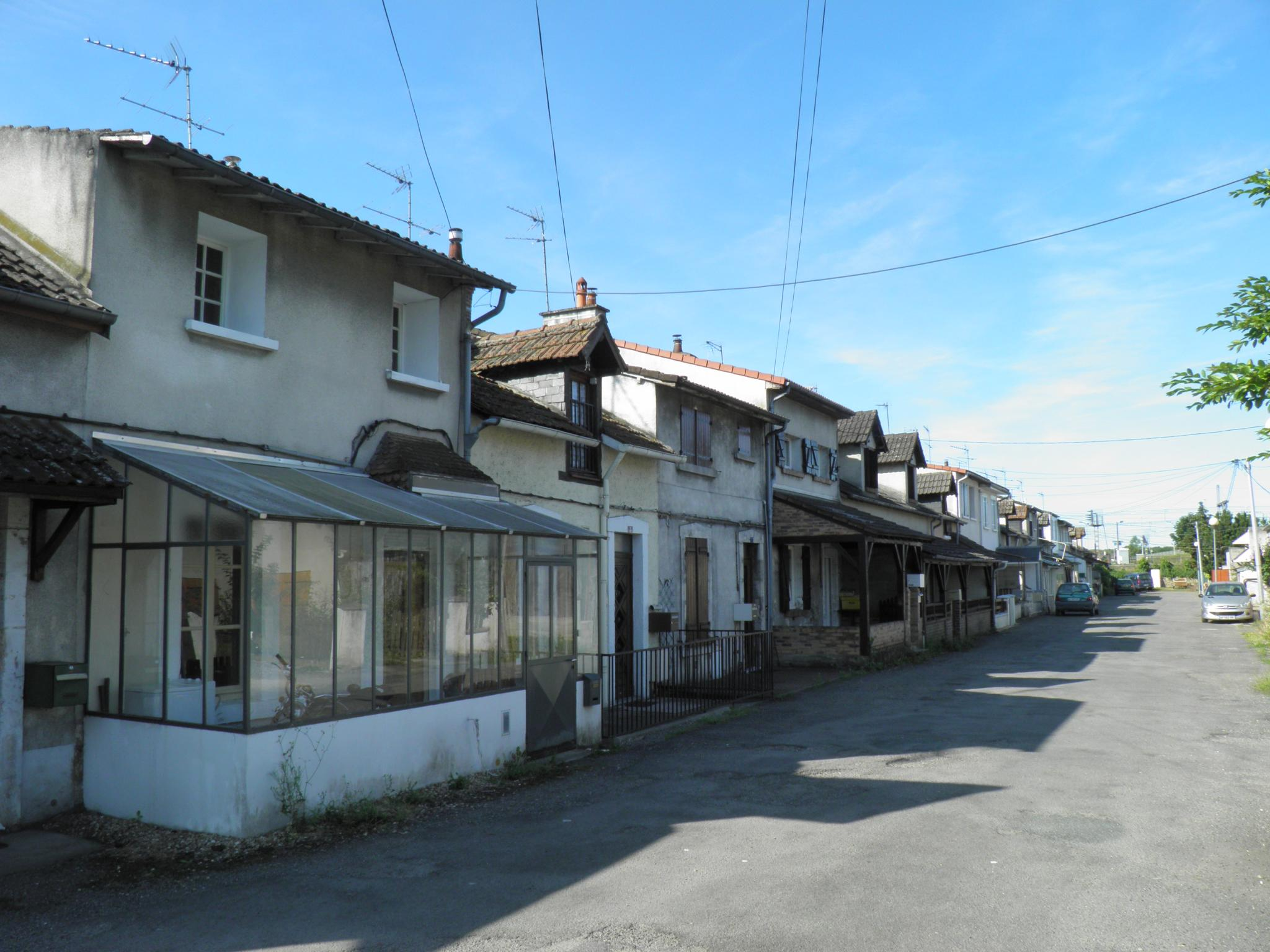
一处工人社区

法国大革命后，贝里行省被撤销，维耶尔宗被划入新成立的谢尔省；原有的维耶尔宗堂区被按照教堂属地一分为三，维耶尔宗市区、东郊和西郊被分割，成为维耶尔宗、维耶尔宗村和圣伊莱尔德库尔三个独立市镇，其中维耶尔宗被设立为一个专区驻地。维耶尔宗首任民选市长皮埃尔-克洛德·巴雷先生（Pierre-Claude Barré）于1789年9月1日就任。1790年7月14日，维耶尔宗民众举办了大革命一周年纪念活动。1793年，维耶尔宗成为一个县治。1799年雾月政变后，维耶尔宗专区被撤销，成为布尔日区的一部分。
十九世纪初，为改善法国中部地区的交通条件，拿破仑一世于1807年下令开凿贝里运河，但因对外战争等因素，这项工程直至十九世纪30年代初才完全竣工。贝里运河大致与谢尔河中上游平行，同时也连接了卢瓦尔河中游地区，该河使得维耶尔宗与法国中部的波旁煤矿产区实现联通，为维耶尔宗铁厂的能源供应及产品运输提供了保障。贝里运河在开凿期间曾意外发现大量适合制作炊具瓷器的粘土，被称为“vierzonite”，这一资源随即得到开发利用，维耶尔宗境内第二座瓷器厂“Perrot”于1816年建成投产。但由于维耶尔宗地区缺乏高岭土资源，当地的瓷器生产受到了限制，在这一需求的驱使下，连接维耶尔宗和利穆赞之间的莱索布赖—蒙托邦铁路于1847年11月建成通车。与此同时，在1847至1869年间，维耶尔宗—桑凯兹铁路、布尔日—米耶卡兹铁路维耶尔宗联络线和维耶尔宗—圣皮埃尔代科尔铁路相继建成通车，维耶尔宗城站由此成为一座集五个方向铁路交汇的枢纽车站，并成为了巴黎南下前往法国中央高原及奥克西塔尼方向的必经之路。

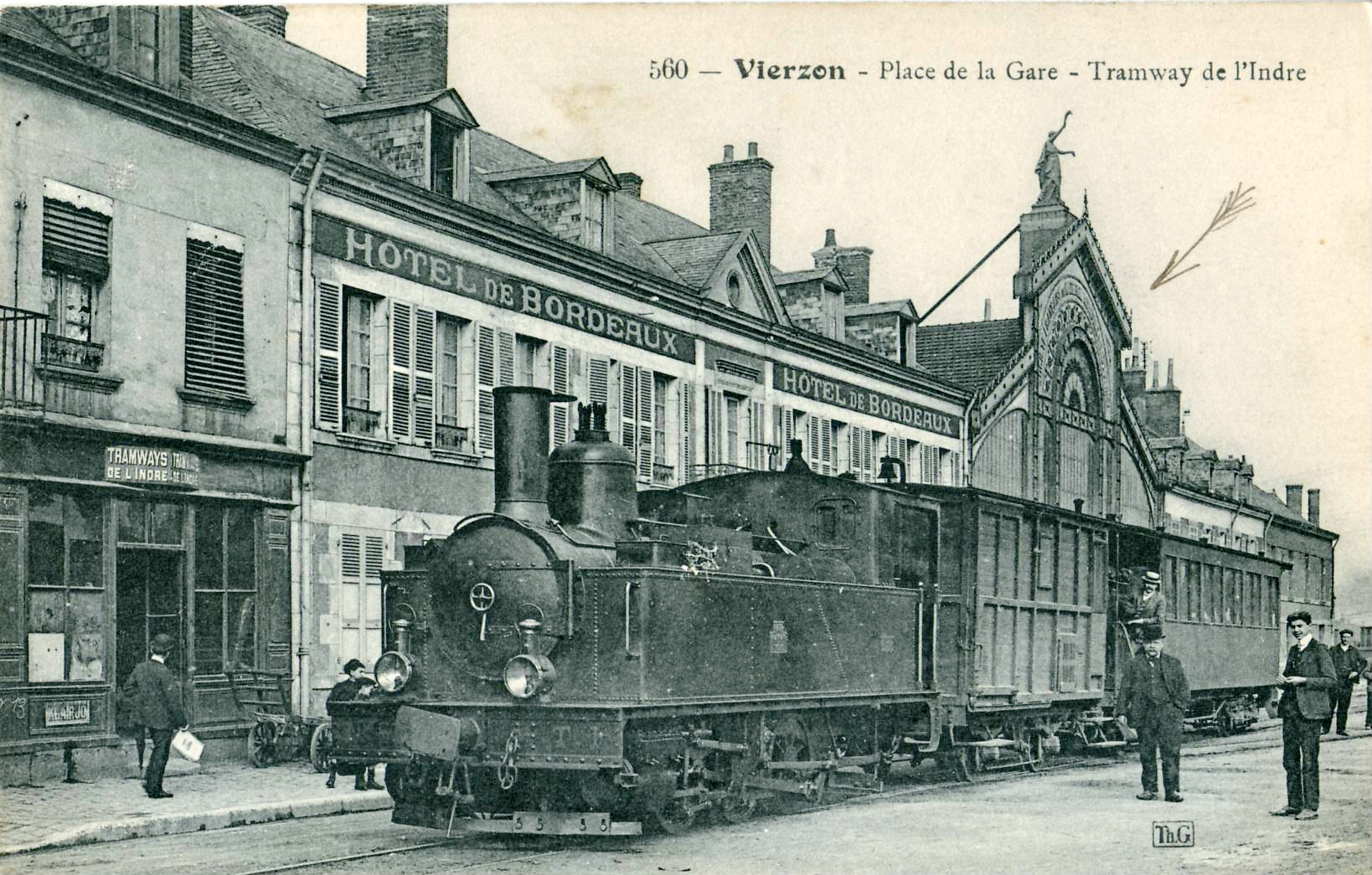
1914年的维耶尔宗

得益于铁路的发展以及工业革命的推进，维耶尔宗出现了多个工业部门，1848年10月15日，法国工业企业家塞莱斯坦·热拉尔在维耶尔宗创办维耶尔宗法兰西公司，后者逐渐发展成为法国重要的农业机械制造商，鼎盛时期该厂生产的农业器械数量占了全法国的70%；1861年，维耶尔宗玻璃厂建成；1862年，原维耶尔宗铁厂被沙蒂永-科芒特里-讷沃迈松铸铁公司收购，原厂区被改建为铁丝生产线，其产量在1863年达到了6,000吨；1881年，维耶尔宗境内的戈谢和樊尚-布兰瓷器厂投产。
工业发展也带动了维耶尔宗的城市发展和扩张，其市镇人口数量在十九世纪中后期翻了一倍，其社会也开始发生变革，法国作家朱尔·克拉尔蒂在其著作中认为“巴黎公社的推动者往往来源于维耶尔宗这样的城市”。十九世纪末，维耶尔宗神学院被改为民用医院并得到扩建。二十世纪初，维耶尔宗出现城市公共交通服务，此外一条连接维耶尔宗市中心和伊苏丹之间的窄轨铁路于1904年建成通车。1910年，维耶尔宗发生洪涝灾害，部分街区受灾严重。自二十世纪20年代起，受到经济危机的影响，维耶尔宗的工业开始萎缩，一些厂矿被迫关闭或减产。1938年，因设施老化及汽车运输的兴起，连接维耶尔宗市中心的地方铁路停运。
第二次世界大战期间，纳粹德国将法国分裂为沦陷区和维希法国，其中部以谢尔河作为军事分界线，维耶尔宗市区由此一分为二。1942年7月16日，167名犹太人囚犯在维耶尔宗试图穿越分界线时被纳粹逮捕并押送至集中营。1943年3月，纳粹德军占领维希法国，维耶尔宗重新统一。战争末期，维耶尔宗多次遭到轰炸，当地约四分之一的居民房屋被炸毁。1944年9月4日，维耶尔宗被盟军解放。
黄金三十年期间，维耶尔宗人口数量有所增加，其铁道线北侧的区域被开发为城市用地，并新建了多处集中式居民公寓。但受到国际竞争及经济和能源危机等因素影响，维耶尔宗的工业生产活动自二十世纪50年代以来逐年萎缩，维耶尔宗法兰西公司因连年亏损而于1959年宣布破产，当地的铁厂和瓷窑的产量也逐年下降，维耶尔宗铁厂于1994年关闭。
在行政区划方面，维耶尔宗地区自十九世纪末以来经历了多次调整：1886年，原维耶尔宗村的部分街区被划出，成为维耶尔宗新堡；1908年，原维耶尔宗村内的铁厂区域被划出成为维耶尔宗铁厂镇；1937年，维耶尔宗村、维耶尔宗新堡和维耶尔宗铁厂镇三个市镇整体并入维耶尔宗。1973年，维耶尔宗县被分为“维耶尔宗第一县”和“维耶尔宗第二县”两部分。1984年，维耶尔宗成为谢尔省的一个副省会，并由此建立了“维耶尔宗区”。1997年，以维耶尔宗为核心的市镇合作组织正式成立，后于2002年改制为市镇公共社区。

## 地理

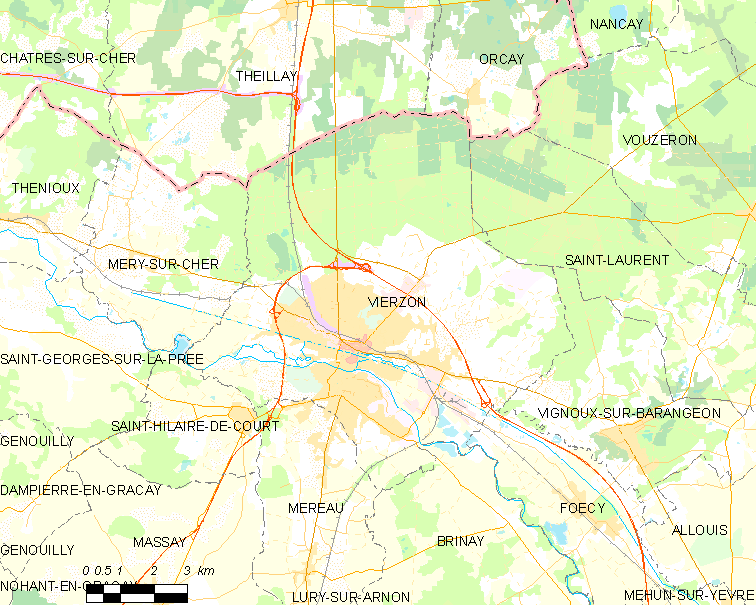
维耶尔宗市镇范围地图

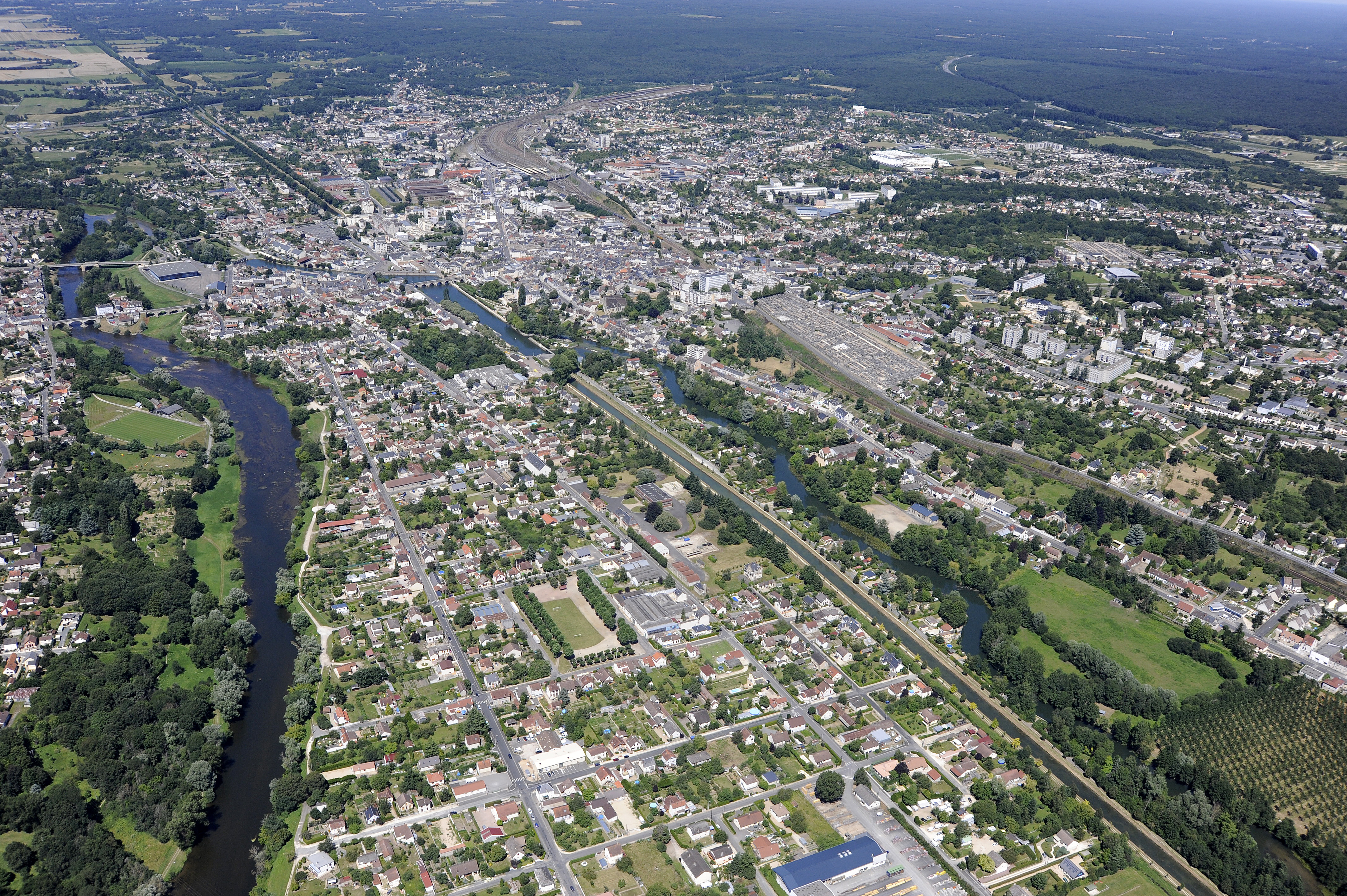
鸟瞰维耶尔宗市区

维耶尔宗位于法国中部，中央-卢瓦尔河谷大区中南部偏东和谢尔省西部，其北侧与卢瓦-谢尔省接壤，距离省会布尔日大约21公里，距离大区首府奥尔良和法国首都巴黎分别大约80公里和201公里。与维耶尔宗接壤的市镇包括：布里奈、富瓦西、梅罗、谢尔河畔梅里、奥尔赛、圣伊莱尔德库尔、圣洛朗、泰耶和巴朗容河畔维纽。在用地情况方面，2018年，维耶尔宗市镇范围内25.3%的土地为城市建设用地（道路、广场、建筑等）、35.6%为农业土地、37.3%为林地，1.1%为未开发的自然土地，0.8%为水域，湿地面积总和占比则不足0.1%。

### 地形
维耶尔宗位于贝里平原西北部和索洛涅地区的过渡地带，境内以平原和缓丘为主，市镇中心地势较为平坦，整体地势自谢尔河谷向外侧有所抬升，其中镇中心东侧的勒塔巴卢街区（Le Tabalou）位于一处河谷边缘的台地地带，起伏较为明显，最大高差可超过20米，从顶端的锡永顶（Butte de Sion）可眺望维耶尔宗核心城区全景。维耶尔宗市镇的海拔最高点为182米，位于市镇东北部的皮卡迪耶尔（Picardière）街区；海拔最低点为94米，位于市镇西部与圣伊莱尔德库尔交界处的谢尔河河面。

### 地质
维耶尔宗附近地表多被现代河流沉积物覆盖，南部地区则多有晶体岩石分布。按照形成年代及成分划分，维耶尔宗市镇范围的岩层大致可以划为四个板块：
- 维耶尔宗城市核心区域及河流冲积平原区的地表成分为砂岩和砾岩，属于现代沉积物，多由河流及风力搬运沉积作用形成，厚度在7至9米间，在地质图上被标注为Fz；市镇西部的谢尔河下游右岸区域则有裸露的古代沉积物分布，该岩层按照厚度在地质图上被标记为Fy（2至8米）、Fx（10至16米）和Fw（16至40米）[13]。
- 河流冲积平原外侧区域的地表成分为新森诺曼期的砂岩，其质地细腻，呈青黄色，被称为“维耶尔宗砂”（Sables de Vierzon），在地质图上被标注为C1b；市区东北侧的高地则在侵蚀作用下裸露出年代更久远的旧森诺曼期的砂岩，该岩层透水性差，含有大量古生物化石，多呈灰黑色，在地质图上被标注为C2b[13]。
- 维耶尔宗市区北侧的高地地带地表多始新世形成的含硅混合粘土，由古沉积物变质而成，其成分多样，部分质地呈砂状，部分则有较强的黏性，在地质图上被标注为cS、cCS或e[13]；市区南侧的粘土区年代相对更近，在地质图上被标注为eP[13]。
- 维耶尔宗市区南部的莱卡约蒂耶尔（Les Caillotières）街区地表为古上新世形成的砂质砾岩，部分区域亦混合有粘土，在地质图上被标注为p2[13]。

在地质活动方面，维耶尔宗市镇范围内尚未探测出确认断层。维耶尔宗的地震危险度等级为二级，属于轻度危险；氡辐射等级为一级，属于低危险。

### 水文

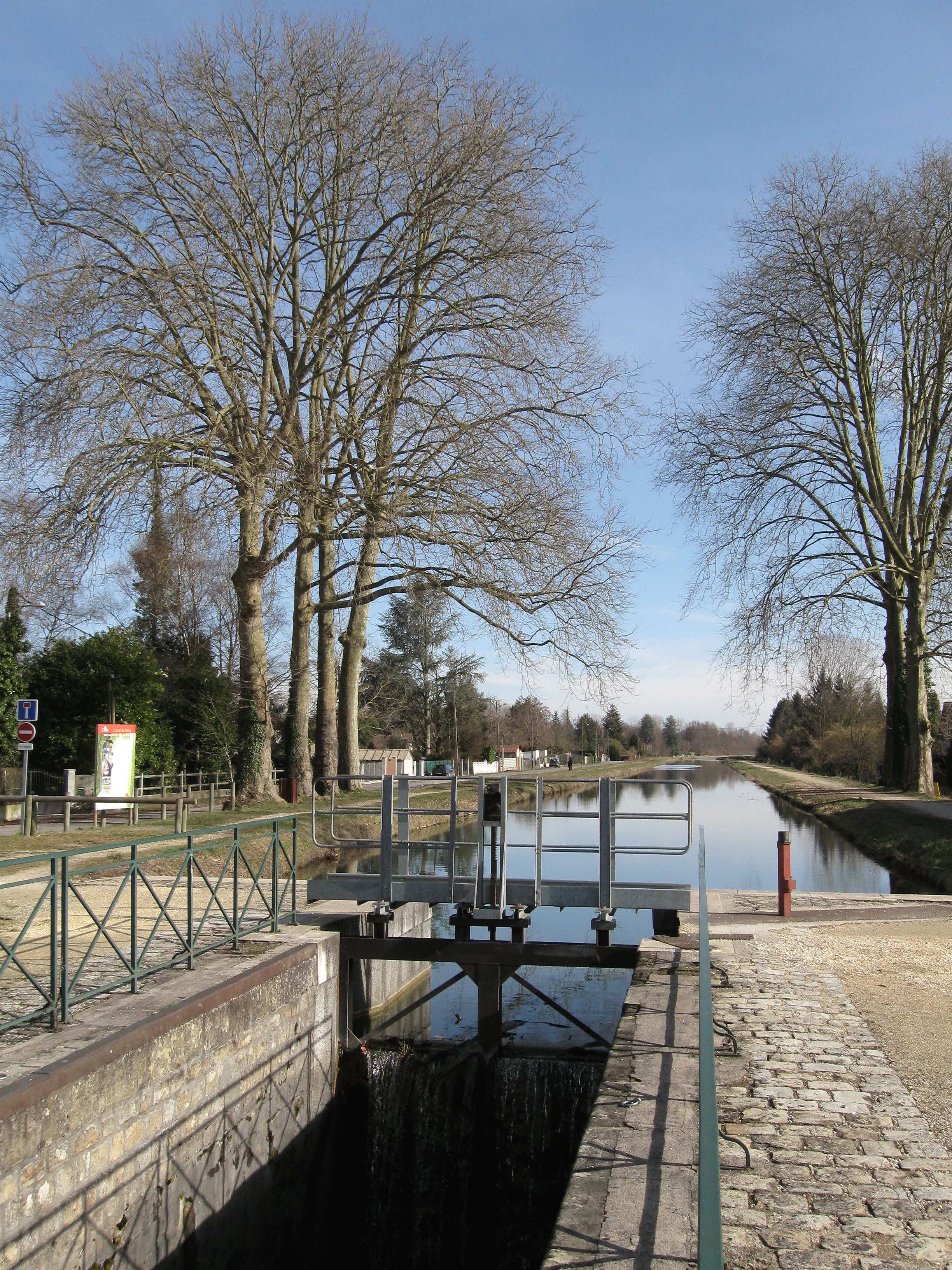
贝里运河上的一处船闸

维耶尔宗位于卢瓦尔河流域范围内，谢尔河自东南向西流经维耶尔宗镇中心，该河在维耶尔宗的大部分河段呈自然状态，其两座河心岛——玛丽岛（Île Marie）和圣埃斯普里岛（Île Saint-Esprit）上均有人工建筑。谢尔河右岸支流耶夫尔河自东北向南流至维耶尔宗镇中心并在此与其交汇，该河的部分河段被贝里运河借用。谢尔河左岸支流阿尔农河自南向西北流至维耶尔宗市镇西侧并与之交汇，其汇合处地势平坦并形成辫状河道，其中一支继续向西流至普雷河畔圣乔治境内才注入谢尔河。人工开凿的贝里运河顺直地横贯维耶尔宗镇中心，该河水量由船闸控制，历史上航运繁忙，后因铁路及公路兴起而衰落并于1955年废弃，该河在维耶尔宗镇中心的部分河段被人工建筑物覆盖，成为一条地下水道。维耶尔宗境内亦有多处固定水域，其中东南部的铁厂街区内有三处采石活动遗留矿坑被水填满后形成的湖泊，市镇范围西北部则有“Annonciade”和“Fay”两处水塘。

### 植被
维耶尔宗属于温带阔叶混交林区，林地多分布于河流附近及坡地地带，市镇北部为维耶尔宗森林（forêt domaniale de Vierzon），后者是索洛涅森林的组成部分；市区东部有莱塔耶迪帕尔（Les Tailles du Part）和科尔比讷里树林（Bois de la Corbinerie）两处大型天然林地；维耶尔宗境内的耶夫尔河上游还有杜尔农草原（Prairie de Dournon）；西南部则为博卡日自然景观。在维耶尔宗市中心，维耶尔宗修道院花园、耶夫尔河河心岛上的吕西安·博弗雷尔广场（Square de Lucien Beaufrère）和火车站前方的法兰西花园（Jardin de la Française）是当地的三处主要城市绿地，均常年免费向公众开放。
在鲜花城市的评比中，维耶尔宗被评为二星级鲜花城市。

### 气候
维耶尔宗在柯本气候分类法中属于温带海洋性气候（Cfb），年温差变化不大，降水较为均匀。因维耶尔宗距离最近海岸线的直线距离超过200公里，故当地气候又带有一定的大陆性特征。自21世纪以来，随着全球变暖等因素影响，维耶尔宗地区极端气候愈发频繁，主要表现为干旱和高温日数的增加，当地的自然生态也受到了一定影响。2024年1月，维耶尔宗市镇公共社区开始制订气候计划（Plan Climatique），旨在减少温室气体排放、维护空气质量，同时减少极端高温天气对当地民众及生产生活的影响。
维耶尔宗市镇范围西侧设有韦沃（Vierzon-Veves）气象站，截至2024年12月，该气象站测得的最高气温记录为44.4摄氏度，出现于2019年7月25日；最低气温记录为-19.5摄氏度，出现于1985年1月17日；单日降水量记录为85.6毫米，出现于1971年5月20日。以下为该气象站的数据（其中日照数据取自布尔日气象站）：
| 维耶尔宗-韦沃 1991年—2020年（其中极端气温取值1961—2024年） 日照数据取自布尔日（1973-2019年） | 维耶尔宗-韦沃 1991年—2020年（其中极端气温取值1961—2024年） 日照数据取自布尔日（1973-2019年） | 维耶尔宗-韦沃 1991年—2020年（其中极端气温取值1961—2024年） 日照数据取自布尔日（1973-2019年） | 维耶尔宗-韦沃 1991年—2020年（其中极端气温取值1961—2024年） 日照数据取自布尔日（1973-2019年） | 维耶尔宗-韦沃 1991年—2020年（其中极端气温取值1961—2024年） 日照数据取自布尔日（1973-2019年） | 维耶尔宗-韦沃 1991年—2020年（其中极端气温取值1961—2024年） 日照数据取自布尔日（1973-2019年） | 维耶尔宗-韦沃 1991年—2020年（其中极端气温取值1961—2024年） 日照数据取自布尔日（1973-2019年） | 维耶尔宗-韦沃 1991年—2020年（其中极端气温取值1961—2024年） 日照数据取自布尔日（1973-2019年） | 维耶尔宗-韦沃 1991年—2020年（其中极端气温取值1961—2024年） 日照数据取自布尔日（1973-2019年） | 维耶尔宗-韦沃 1991年—2020年（其中极端气温取值1961—2024年） 日照数据取自布尔日（1973-2019年） | 维耶尔宗-韦沃 1991年—2020年（其中极端气温取值1961—2024年） 日照数据取自布尔日（1973-2019年） | 维耶尔宗-韦沃 1991年—2020年（其中极端气温取值1961—2024年） 日照数据取自布尔日（1973-2019年） | 维耶尔宗-韦沃 1991年—2020年（其中极端气温取值1961—2024年） 日照数据取自布尔日（1973-2019年） | 维耶尔宗-韦沃 1991年—2020年（其中极端气温取值1961—2024年） 日照数据取自布尔日（1973-2019年） |
| 月份                                                                                         | 1月                                                                                          | 2月                                                                                          | 3月                                                                                          | 4月                                                                                          | 5月                                                                                          | 6月                                                                                          | 7月                                                                                          | 8月                                                                                          | 9月                                                                                          | 10月                                                                                         | 11月                                                                                         | 12月                                                                                         | 全年                                                                                         |
| -------------------------------------------------------------------------------------------- | -------------------------------------------------------------------------------------------- | -------------------------------------------------------------------------------------------- | -------------------------------------------------------------------------------------------- | -------------------------------------------------------------------------------------------- | -------------------------------------------------------------------------------------------- | -------------------------------------------------------------------------------------------- | -------------------------------------------------------------------------------------------- | -------------------------------------------------------------------------------------------- | -------------------------------------------------------------------------------------------- | -------------------------------------------------------------------------------------------- | -------------------------------------------------------------------------------------------- | -------------------------------------------------------------------------------------------- | -------------------------------------------------------------------------------------------- |
| 历史最高温 °C（°F）                                                                          | 17.7 (63.9)                                                                                  | 24.5 (76.1)                                                                                  | 27.1 (80.8)                                                                                  | 31.4 (88.5)                                                                                  | 35.4 (95.7)                                                                                  | 42.3 (108.1)                                                                                 | 44.4 (111.9)                                                                                 | 42.4 (108.3)                                                                                 | 37 (99)                                                                                      | 32.8 (91.0)                                                                                  | 22.9 (73.2)                                                                                  | 19.4 (66.9)                                                                                  | 44.4 (111.9)                                                                                 |
| 平均高温 °C（°F）                                                                            | 7.7 (45.9)                                                                                   | 9.5 (49.1)                                                                                   | 14.1 (57.4)                                                                                  | 17.7 (63.9)                                                                                  | 21.6 (70.9)                                                                                  | 25.4 (77.7)                                                                                  | 27.9 (82.2)                                                                                  | 27.8 (82.0)                                                                                  | 23.3 (73.9)                                                                                  | 17.7 (63.9)                                                                                  | 11.5 (52.7)                                                                                  | 8 (46)                                                                                       | 17.7 (63.9)                                                                                  |
| 日均气温 °C（°F）                                                                            | 4.5 (40.1)                                                                                   | 5.1 (41.2)                                                                                   | 8.5 (47.3)                                                                                   | 11.3 (52.3)                                                                                  | 15.2 (59.4)                                                                                  | 18.7 (65.7)                                                                                  | 20.8 (69.4)                                                                                  | 20.6 (69.1)                                                                                  | 16.7 (62.1)                                                                                  | 12.7 (54.9)                                                                                  | 7.7 (45.9)                                                                                   | 4.8 (40.6)                                                                                   | 12.2 (54.0)                                                                                  |
| 平均低温 °C（°F）                                                                            | 1.2 (34.2)                                                                                   | 0.8 (33.4)                                                                                   | 2.9 (37.2)                                                                                   | 4.9 (40.8)                                                                                   | 8.7 (47.7)                                                                                   | 12 (54)                                                                                      | 13.7 (56.7)                                                                                  | 13.4 (56.1)                                                                                  | 10.1 (50.2)                                                                                  | 7.7 (45.9)                                                                                   | 3.9 (39.0)                                                                                   | 1.6 (34.9)                                                                                   | 6.7 (44.1)                                                                                   |
| 历史最低温 °C（°F）                                                                          | −19.5 (−3.1)                                                                                 | −15 (5)                                                                                      | −11.7 (10.9)                                                                                 | −6 (21)                                                                                      | −2.4 (27.7)                                                                                  | 1.5 (34.7)                                                                                   | 4 (39)                                                                                       | 1.3 (34.3)                                                                                   | 0.3 (32.5)                                                                                   | −5.4 (22.3)                                                                                  | −12 (10)                                                                                     | −14 (7)                                                                                      | −19.5 (−3.1)                                                                                 |
| 平均降水量 mm（）                                                                            | 61.6 (2.43)                                                                                  | 49.5 (1.95)                                                                                  | 50.3 (1.98)                                                                                  | 66.5 (2.62)                                                                                  | 76.4 (3.01)                                                                                  | 51.8 (2.04)                                                                                  | 62.6 (2.46)                                                                                  | 57.3 (2.26)                                                                                  | 61.8 (2.43)                                                                                  | 71 (2.8)                                                                                     | 67.1 (2.64)                                                                                  | 69.7 (2.74)                                                                                  | 745.6 (29.35)                                                                                |
| 月均日照時數                                                                                 | 67.9                                                                                         | 88.6                                                                                         | 151                                                                                          | 175.7                                                                                        | 210                                                                                          | 224.9                                                                                        | 239                                                                                          | 232.7                                                                                        | 185.8                                                                                        | 124.5                                                                                        | 72.2                                                                                         | 55.3                                                                                         | 1,827.6                                                                                      |
| 来源：infoclimat.fr                                                                          |                                                                                              |                                                                                              |                                                                                              |                                                                                              |                                                                                              |                                                                                              |                                                                                              |                                                                                              |                                                                                              |                                                                                              |                                                                                              |                                                                                              |                                                                                              |

## 行政区划
维耶尔宗的市镇编号为18279，邮政编号为18100。
在行政管理方面，维耶尔宗隶属于法国中央-卢瓦尔河谷大区谢尔省，同时也是该省的一个副省会，下辖维耶尔宗区；在地方选举方面，维耶尔宗是维耶尔宗第一县和维耶尔宗第二县的中央投票站所在地，其市镇范围全境被划入谢尔省第二选区；在社会管理方面，维耶尔宗是维耶尔宗索洛涅-贝里市镇公共社区的办公驻地。
维耶尔宗市政府将其市镇划为五个街区，并自2010年2月起实行街区自治制度。截至2024年12月，维耶尔宗勒鲁瓦围-维耶尔宗城中心（Clos du Roy - Centre Ville Vierzon）街区为城市政策优先街区。
法国国家统计与经济研究所（简称“INSEE”）在进行数据统计时，将维耶尔宗及相邻的另外两个市镇（梅罗和圣伊莱尔德库尔）设为维耶尔宗城市核心区，并将包括核心区在内的周边共11个市镇划为维耶尔宗城市区。自2020年起，维耶尔宗城市区被包含20个市镇的维耶尔宗城市辐射区代替。此外，INSEE还将维耶尔宗市镇分为了13个“块区”（IRIS），以便于统计人口分布情况。
| 中心城 一区 中心城二区 鲁瓦围 耶夫尔树林 旧店-铁厂 沙约- 莱克雷勒 新堡一区 新堡二区 村落 马尔托树林 -格勒莱 科隆比耶 -科教城 亨利·塞利耶 -欧若尼耶尔 郊外 |           |             |                     |                         |                         |
| IRIS块区* | IRIS编号  | 面积（km²） | 人口数量 （2021年） | 青壮年失业率 （2021年） | 外籍人口占比 （2021年） |
| Centre Ville 1 中心城一区 | 182790101 | 0.986       | 1,782               | 14.1%                   | 9.4%                    |
| Centre Ville 2 中心城二区 | 182790102 | 0.587       | 2,411               | 17.8%                   | 20.8%                   |
| Bois d'Yèvre 耶夫尔树林 | 182790201 | 0.779       | 1,199               | 17.3%                   | 7.1%                    |
| Vieux Domaine-Forges 旧店-铁厂 | 182790301 | 4.418       | 1,766               | 11.9%                   | 7.1%                    |
| Chaillot-Les Crèles 沙约-莱克雷勒 | 182790401 | 1.574       | 1,562               | 8.3%                    | 2.2%                    |
| Bourgneuf 1 新堡一区 | 182790501 | 2.868       | 2,581               | 9.2%                    | 4.1%                    |
| Bourgneuf 2 新堡二区 | 182790502 | 2.059       | 1,856               | 11.1%                   | 4.7%                    |
| Villages 村落 | 182790601 | 2.607       | 2,382               | 11.8%                   | 4.4%                    |
| Bois Marteau-Grelet 马尔托树林-格勒莱 | 182790701 | 2.338       | 1,894               | 10.5%                   | 7.6%                    |
| Colombier-Cité Scolaire 科隆比耶-科教城 | 182790801 | 1.851       | 2,648               | 15.3%                   | 11.2%                   |
| Clos du Roy 鲁瓦围 | 182790901 | 0.403       | 1,778               | 16%                     | 25.1%                   |
| Henri Sellier-Aujonnière 亨利·塞利耶-欧若尼耶尔 | 182791001 | 1.73        | 1,870               | 15.6%                   | 16.6%                   |
| Rural 郊外 | 182791101 | 52.654      | 1,612               | 10.2%                   | 3.6%                    |
| *注：中文名称非官方正式翻译，仅供参考。 |           |             |                     |                         |                         |

## 交通

### 公路
维耶尔宗是法国中部重要的公路枢纽，A20、A71和A85三条高速公路在其附近交汇，并通过四个出入口与维耶尔宗市区相连；另有谢尔省省道D27线、D29线、D32线、D60线、D918线、D926线、D2020线和D2076线在维耶尔宗境内交汇。
| 巴黎 - 奥尔良门 | 206 |

| 南特 | 325 |

| 昂热 | 236 |

| 图卢兹 | 468 |

| 布里夫 | 271 |

| 利摩日 | 183 |

| 里昂 - 佩拉什 | 363 |

| 圣艾蒂安 | 343 |

| 克莱蒙费朗 | 213 |

| 蒙吕松 | 131 |

| 经 （东） |

| 布尔日 | 33 |

| 圣杜尔沙 | 30 |

| 耶夫尔河畔默安 | 16 |

| 经 （西） |

| 图尔 | 116 |

| 布卢瓦 | 76 |

| 谢尔河畔塞勒 | 42 |

| 罗莫朗坦 | 33 |

| 谢尔河畔自由城 | 25 |

| 经 （北） |

| 奥尔良 | 81 |

| 拉莫特伯夫龙 | 43 |

| 萨尔布里 | 23 |

| 泰耶 | 12 |

| 经 |

| 欧塞尔 | 140 |

| 卢瓦尔河畔博尼 | 77 |

| 拉沙佩勒当日隆 | 35 |

| 巴朗容河畔讷维 | 18 |

| 经 （南） |

| 沙托鲁 | 59 |

| 瓦唐 | 28 |

| 马赛 | 11 |

| 经 |

| 圣阿芒蒙龙 | 73 |

| 谢尔河畔新堡 | 51 |

| 圣弗洛朗 | 33 |

| 坎西 | 15 |

| 布里奈 | 8.5 |

| 经 |

| 伊苏丹 | 34 |

| 沙罗 | 29 |

| 圣利宰涅 | 26 |

| 勒伊 | 17 |

| 阿尔农河畔吕里 | 12 |

| 梅罗 | 7 |

| 经 |

| 格拉赛 | 22 |

| 圣伊莱尔德库尔 | 5.5 |

中央-卢瓦尔河谷大区城际客运（商业名称为“Rémi”）下属的谢尔省城际客运185线、235线、431线和U线经停维耶尔宗，可通往布尔日、巴朗容河畔维纽、瓦唐、格拉赛、罗莫朗坦-朗特奈、勒伊、伊苏丹等地，此外该客运系统还提供连接维耶尔宗和其周边多个市镇的定制城际巴士线路服务。2018年3月，弗利克斯巴士曾开行经停维耶尔宗的巴黎—沙托鲁长途巴士线路，后被取消。
维耶尔宗的道路管理和维护事务由其所处的市镇公共社区负责。2021年，63.9%的维耶尔宗家庭拥有至少一辆私人汽车。2022年，维耶尔宗境内共发生各类交通事故21起，造成2人遇难，24人受伤，其中3人重伤。

### 铁路

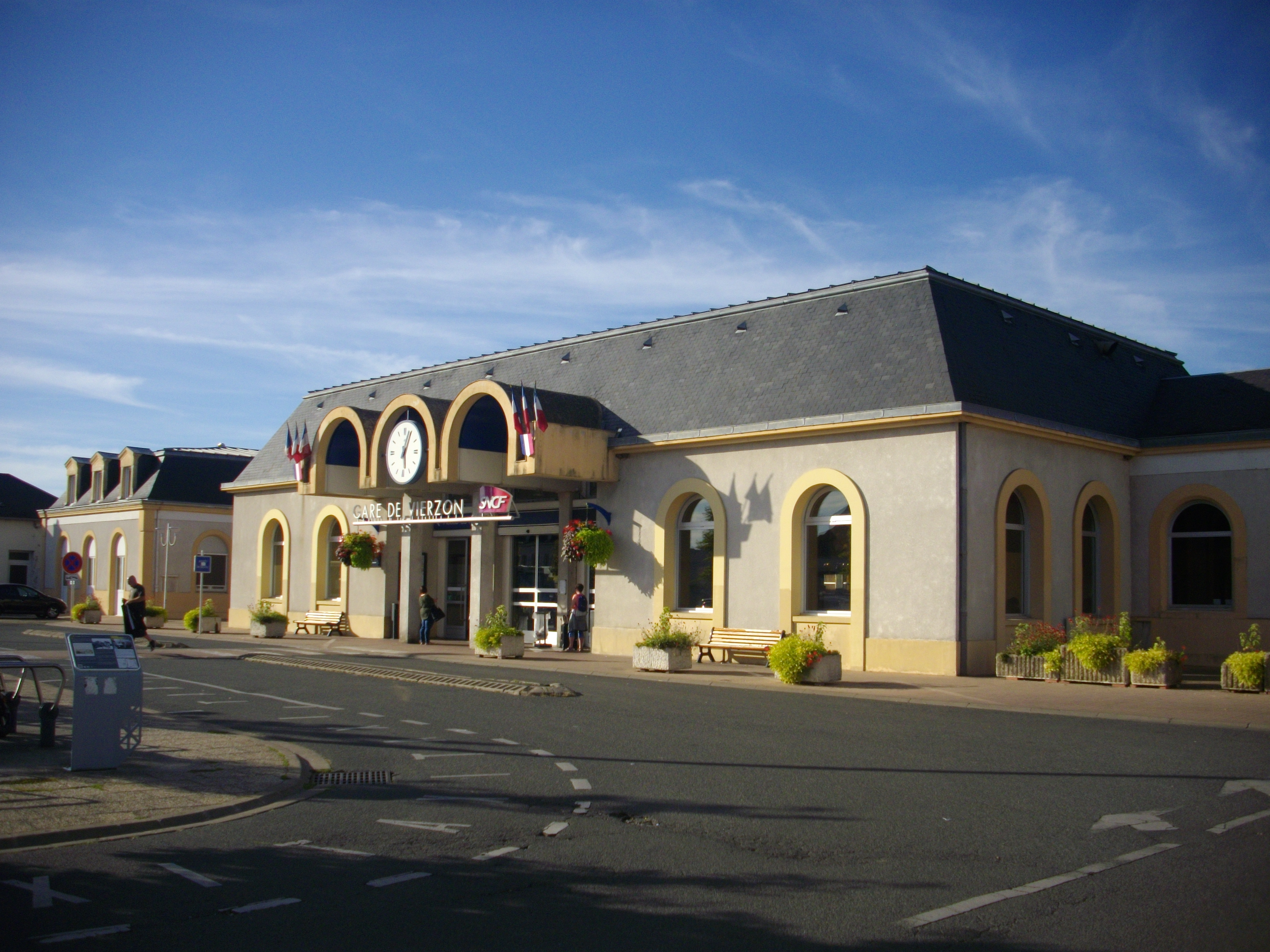
维耶尔宗城站

维耶尔宗是法国中部重要的铁路枢纽，莱索布赖—蒙托邦铁路、维耶尔宗—圣皮埃尔代科尔铁路和维耶尔宗—桑凯兹铁路三条复线电气化铁路在此交汇，同时还有一条联络线可直通前往蒙吕松方向的铁路。在二十世纪70年代，途经维耶尔宗的卡比托勒号列车最高旅速达每小时200公里，是彼时世界上商业速度最快的既有线列车。此外在2010至2016年5月间，维耶尔宗还停靠往返于里尔和布里夫之间的高速列车，后因亏损严重而停运。
维耶尔宗城站位于维耶尔宗核心城区的西侧，是法国中部重要的铁路交通枢纽，该站停靠巴黎—布里夫—图卢兹和南特—里昂两条线路的城际列车，以及前往奥尔良、图尔、利摩日、讷韦尔和蒙吕松五个方向的区域列车。2023年，维耶尔宗城站累计发送旅客数量达130万人次，是法国铁路系统的A类车站。维耶尔宗福尔日站位于维耶尔宗市区东侧，该站历史上曾为一个“人”字形的三向铁路车站，现仅停靠往返于维耶尔宗城站和布尔日站之间的短途区域列车。

### 航空
维耶尔宗-梅罗飞行场位于维耶尔宗市区以南的梅罗市镇范围内，是一个封闭式的停机坪，当地的“维耶尔宗之翼航空俱乐部”（Aéroclub des Ailes Vierzonnaises）以该飞行场作为活动基地。

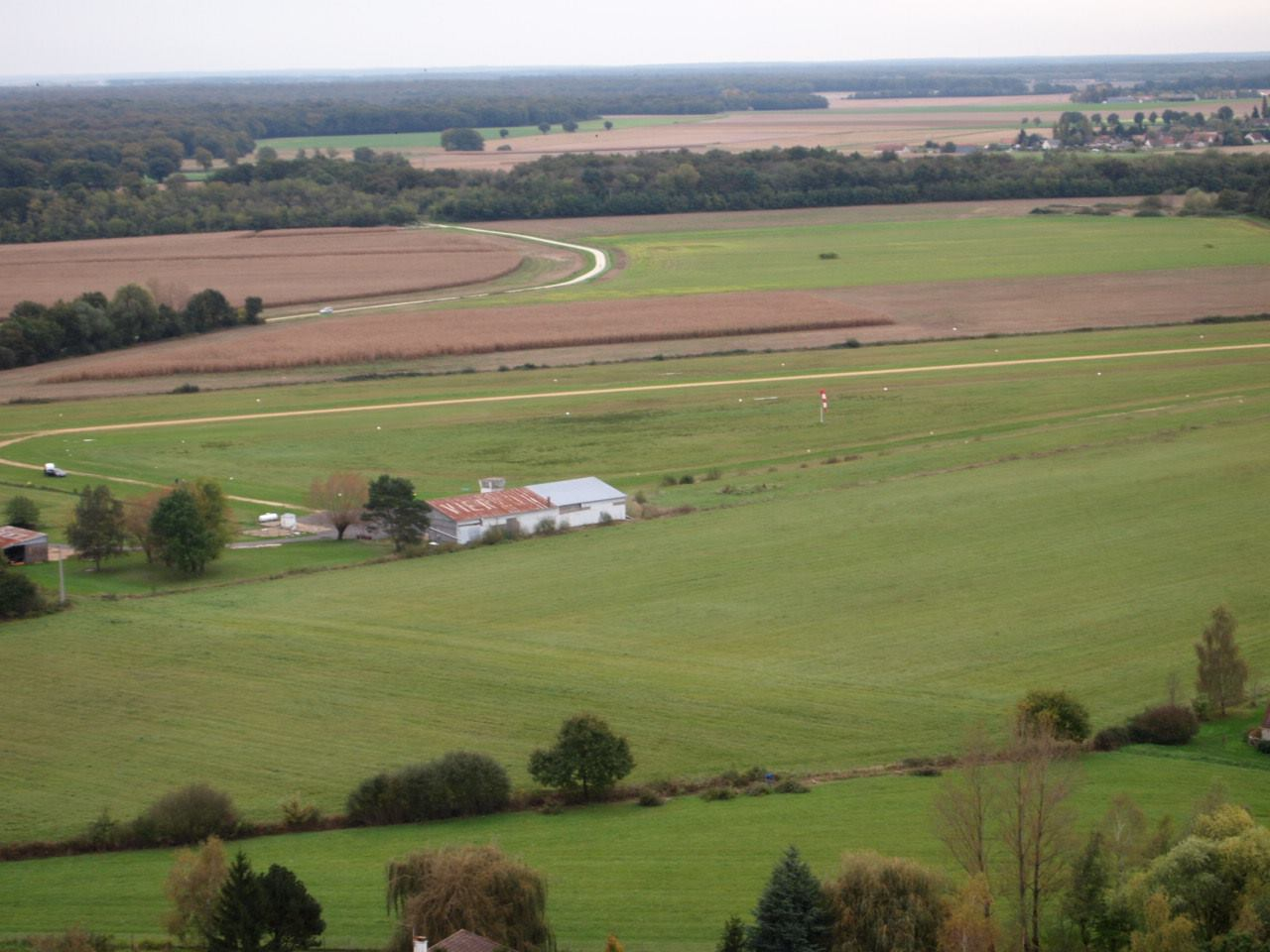
维耶尔宗-梅罗飞行场

维耶尔宗距离沙托鲁机场的高速公路里程大约57公里，距离图尔机场大约131公里，距离巴黎-奥利机场大约204公里。

### 航运
途径维耶尔宗的贝里运河建成于十九世纪初，工业革命时期贝里运河曾为法国中部重要的运输通道，但自从与之平行的铁路建成之后，该通道运量大减，并于1955年废弃。贝里运河维耶尔宗境内的部分河段被二十世纪中后期修建的桥梁及建筑覆盖，成为地下水道，彻底丧失了航运功能。
距离维耶尔宗最近的出海港口为约四百公里外的圣纳泽尔港。

### 城市公共交通

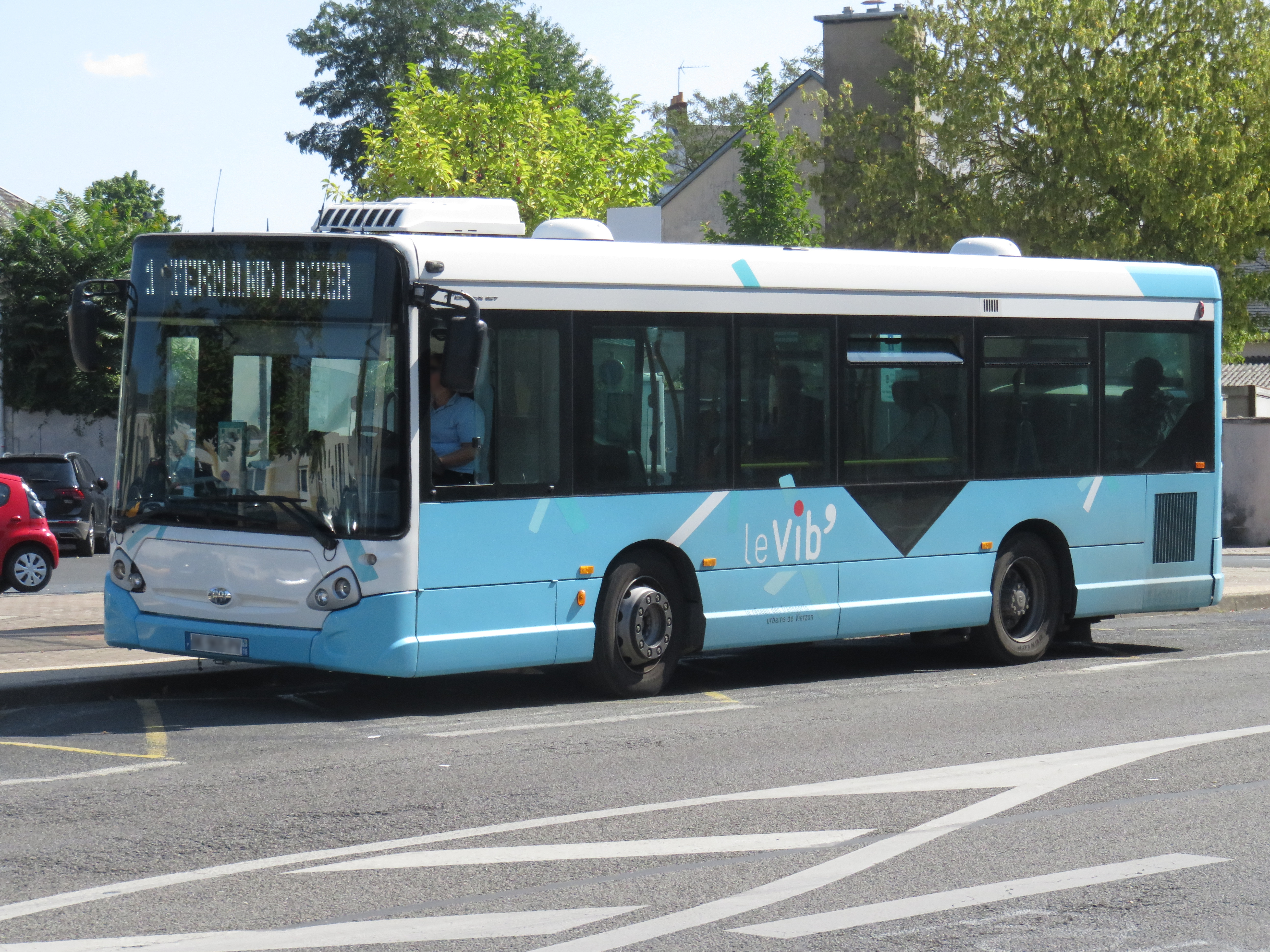
一辆维耶尔宗公交

维耶尔宗城市公共交通（商业名称为“Le Vib'”）是当地的城市公共交通系统，自2024年9月起由法国交通发展集团负责运营。截至2024年12月，该系统共包括五条以拉丁字母命名的常规公交线路，同时还提供定制巴士服务，除周日及法定节假日外全年运行，路网覆盖了维耶尔宗市区内的主要街道和居民区。根据乘客信息反馈，维耶尔宗公交路网将于2025年初进一步改善以满足当地居民的出行需求。

### 自行车
截至2024年底，维耶尔宗暂无公共自行车服务。沿贝里运河延伸的非机动车绿道全长59公里，已于2019年建成。

## 政治

### 市政内阁

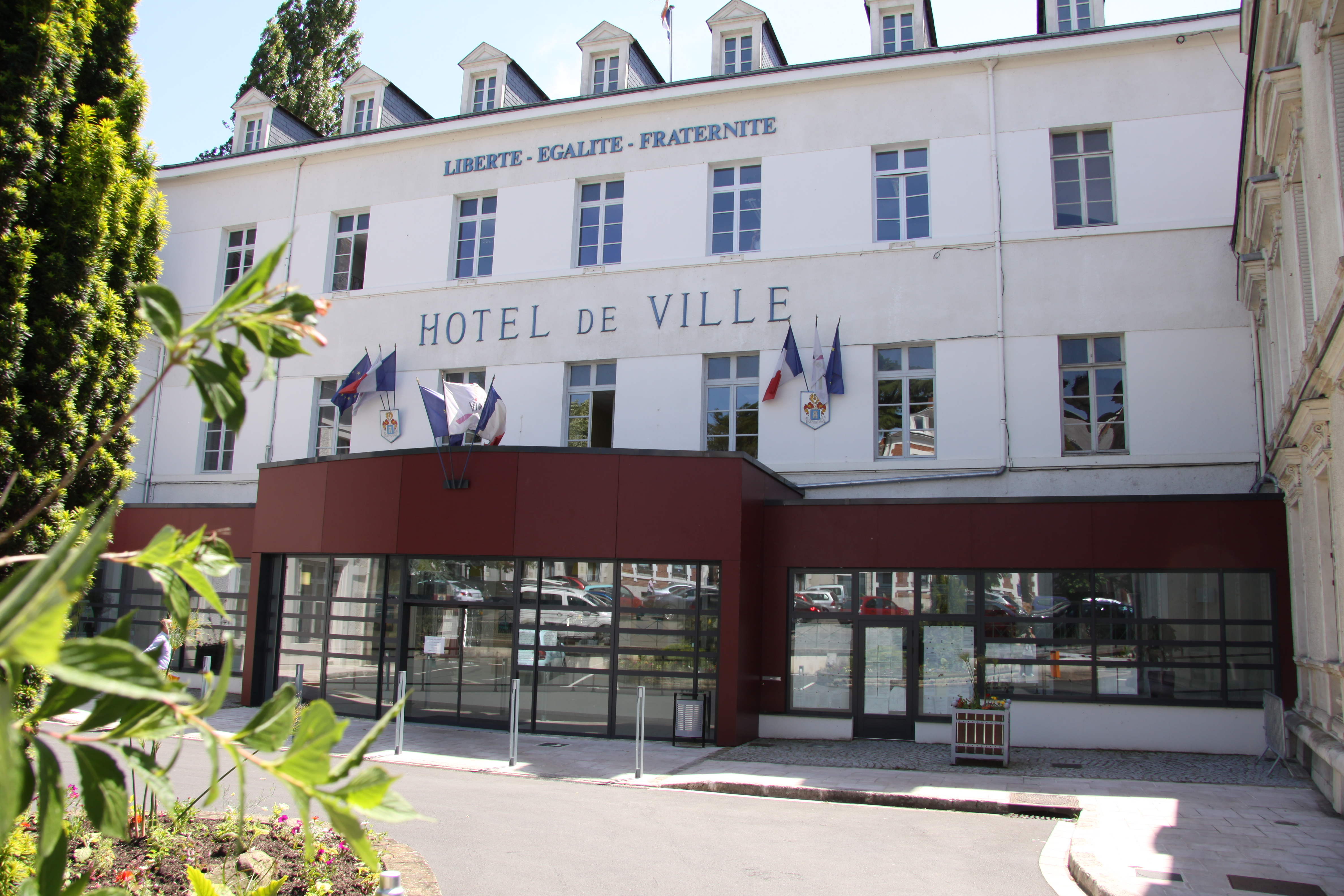
维耶尔宗市政厅

维耶尔宗的现任市长为科琳娜·奥利维耶女士（Corinne OLLIVIER），她是法国共产党的一名成员，亦是法国国家铁路公司的退休职工，自2022年7月起担任市长职务，她也是维耶尔宗历史上的首位女性市长；其前任为尼古拉·桑叙，他也是法国共产党的一名成员，在2014年的市政选举中获得了42.78%的支持率，在2020年的市政选举中则获得了50.18%的支持率，实现连任，他在2022年7月被选举为议员后让位了其市长职务。
|                                                                                               | 尼古拉·桑叙 Nicolas SANSU             | - PCF法国共产党     | 3,591  | 50.18  | 27 | 19 |  |  |
| 口号：维耶尔宗我们相同的信仰 （Vierzon notre passion commune）                                |                                       |                     | 3,591  | 50.18  | 27 | 19 |  |  |
|                                                                                               | 克里斯托夫·多雷 Christophe DORÉ       | - DVD右翼无党派人士 | 2,795  | 39.05  | 7  | 5  |  |  |
| 口号：克里斯托夫·多雷维耶尔宗2020 （Christophe Doré Vierzon 2020）                            |                                       |                     | 2,795  | 39.05  | 7  | 5  |  |  |
|                                                                                               | 玛丽-克洛德·格里松 Mary-Claude GRISON | - MoDem民主运动     | 470    | 6.56   | 1  | 0  |  |  |
| 口号：为了维耶尔宗人 （Pour les Vierzonnais）                                                 |                                       |                     | 470    | 6.56   | 1  | 0  |  |  |
|                                                                                               | 雷吉斯·罗班 Régis ROBIN               | - LO工人斗争        | 300    | 4,19   | 0  | 0  |  |  |
| 口号：工人斗争，倾听劳动者的声音 （Lutte ouvrière - Faire entendre le camp des travailleurs） |                                       |                     | 300    | 4,19   | 0  | 0  |  |  |
|                                                                                               |                                       |                     |        |        |    |    |  |  |
| 合计                                                                                          | 合计                                  | 合计                | 18,046 | 100.00 | 35 | 24 |  |  |

### 历任市长
| 维耶尔宗历届市长 | 维耶尔宗历届市长                 | 维耶尔宗历届市长             |
| 任期             | 市长                             | 党派                         |
| ---------------- | -------------------------------- | ---------------------------- |
| 1944年－1947年   | Georges ROUSSEAU 乔治·鲁索       | PCF法国共产党                |
| 1947年－1959年   | Maurice CARON 莫里斯·卡龙        | SFIO工人国际法国支部         |
| 1959年－1977年   | Léo MÉRIGOT 莱奥·梅里戈          | PCF法国共产党                |
| 1977年－1990年   | Fernand MICOURAUD 费尔南·米库罗  | PCF法国共产党                |
| 1990年－2008年   | Jean ROUSSEAU 让·鲁索            | PS社会党 →GÉ生態世代 →無黨籍 |
| 2008年－2022年   | Nicolas SANSU 尼古拉·桑叙        | PCF法国共产党                |
| 2022年－         | Corinne OLLIVIER 科琳娜·奥利维耶 | PCF法国共产党                |

### 各级选举
| 维耶尔宗历届投票选举结果 | 维耶尔宗历届投票选举结果 | 维耶尔宗历届投票选举结果 | 维耶尔宗历届投票选举结果 | 维耶尔宗历届投票选举结果       | 维耶尔宗历届投票选举结果 | 维耶尔宗历届投票选举结果 | 维耶尔宗历届投票选举结果       | 维耶尔宗历届投票选举结果 | 维耶尔宗历届投票选举结果 |
| 选举项目                 | 选举范围                 | 选区单位                 | 选区单位内的选举结果     | 选区单位内的选举结果           | 选区单位内的选举结果     | 选区单位内的选举结果     | 选区单位内的选举结果           | 选区单位内的选举结果     | 参考资料                 |
| 选举项目                 | 选举范围                 | 选区单位                 | 第一轮胜出者             | 第一轮胜出者                   | 支持率                   | 第二轮胜出者             | 第二轮胜出者                   | 支持率                   | 参考资料                 |
| ------------------------ | ------------------------ | ------------------------ | ------------------------ | ------------------------------ | ------------------------ | ------------------------ | ------------------------------ | ------------------------ | ------------------------ |
| 2017年法國總統選舉       | 法國                     | 市镇                     |                          | 让-吕克·梅朗雄                 | 27.89%                   |                          | 埃马纽埃尔·马克龙              | 60.92%                   | [ 18 ]                   |
| 2017年法国立法选举       | 谢尔省第二选区           | 市镇                     |                          | 尼古拉·桑叙                    | 35%                      |                          | 尼古拉·桑叙                    | 52.85%                   | [ 18 ]                   |
| 2019年欧洲议会选举       | 法國                     | 市镇                     |                          | 若尔丹·巴尔代拉                | 28.2%                    | （不适用）               | （不适用）                     | （不适用）               | [ 社 13 ]                |
| 2021年法国省级选举       | 谢尔省                   | 第一县                   |                          | 梅拉妮·肖韦 弗兰克·米舒        | 45.26%                   |                          | 梅拉妮·肖韦 弗兰克·米舒        | 66.22%                   | [ 社 14 ] [ 社 15 ]      |
| 2021年法国省级选举       | 谢尔省                   | 市镇 （第一县部分）      |                          | 梅拉妮·肖韦 弗兰克·米舒        | 45.26%                   |                          | 梅拉妮·肖韦 弗兰克·米舒        | 66.22%                   | [ 社 14 ] [ 社 15 ]      |
| 2021年法国省级选举       | 谢尔省                   | 第二县                   |                          | 让-皮埃尔·夏尔 德尔菲娜·皮耶蒂 | 54.79%                   |                          | 让-皮埃尔·夏尔 德尔菲娜·皮耶蒂 | 67.03%                   | [ 社 14 ] [ 社 15 ]      |
| 2021年法国省级选举       | 谢尔省                   | 市镇 （第二县部分）      |                          | 让-皮埃尔·夏尔 德尔菲娜·皮耶蒂 | 56.02%                   |                          | 让-皮埃尔·夏尔 德尔菲娜·皮耶蒂 | 68%                      | [ 社 14 ] [ 社 15 ]      |
| 2021年法国大区选举       |                          | 市镇                     |                          | 弗朗索瓦·博诺                  | 41.15%                   |                          | 弗朗索瓦·博诺                  | 54.27%                   | [ 社 16 ]                |
| 2022年法国总统选举       | 法國                     | 市镇                     |                          | 玛丽娜·勒庞                    | 26.72%                   |                          | 埃马纽埃尔·马克龙              | 51.99%                   | [ 18 ]                   |
| 2022年法国立法选举       | 谢尔省第二选区           | 市镇                     |                          | 尼古拉·桑叙                    | 42.41%                   |                          | 尼古拉·桑叙                    | 61.59%                   | [ 18 ]                   |
| 2024年欧洲议会选举       | 法國                     | 市镇                     |                          | 若尔丹·巴尔代拉                | 36.82%                   | （不适用）               | （不适用）                     | （不适用）               | [ 18 ]                   |
| 2024年法国立法选举       | 谢尔省第二选区           | 市镇                     |                          | 尼古拉·桑叙                    | 38.99%                   |                          | 尼古拉·桑叙                    | 56.41%                   | [ 18 ]                   |

## 人口
2021年，维耶尔宗市镇人口数量为25,348，在法国排名第359位。其中男性11,848人，女性13,500人，75岁及以上人口占12.9%，外籍人口数量为2,473人，人口密度为340人/平方公里，当地居民被称为（男性）或（女性）。2022年，维耶尔宗境内出生272人，死亡人口416人。
| 维耶尔宗1901年－2021年人口变化情况 |
|                                    |
| 1. 数据来源：Cassini、INSEE        |

## 经济

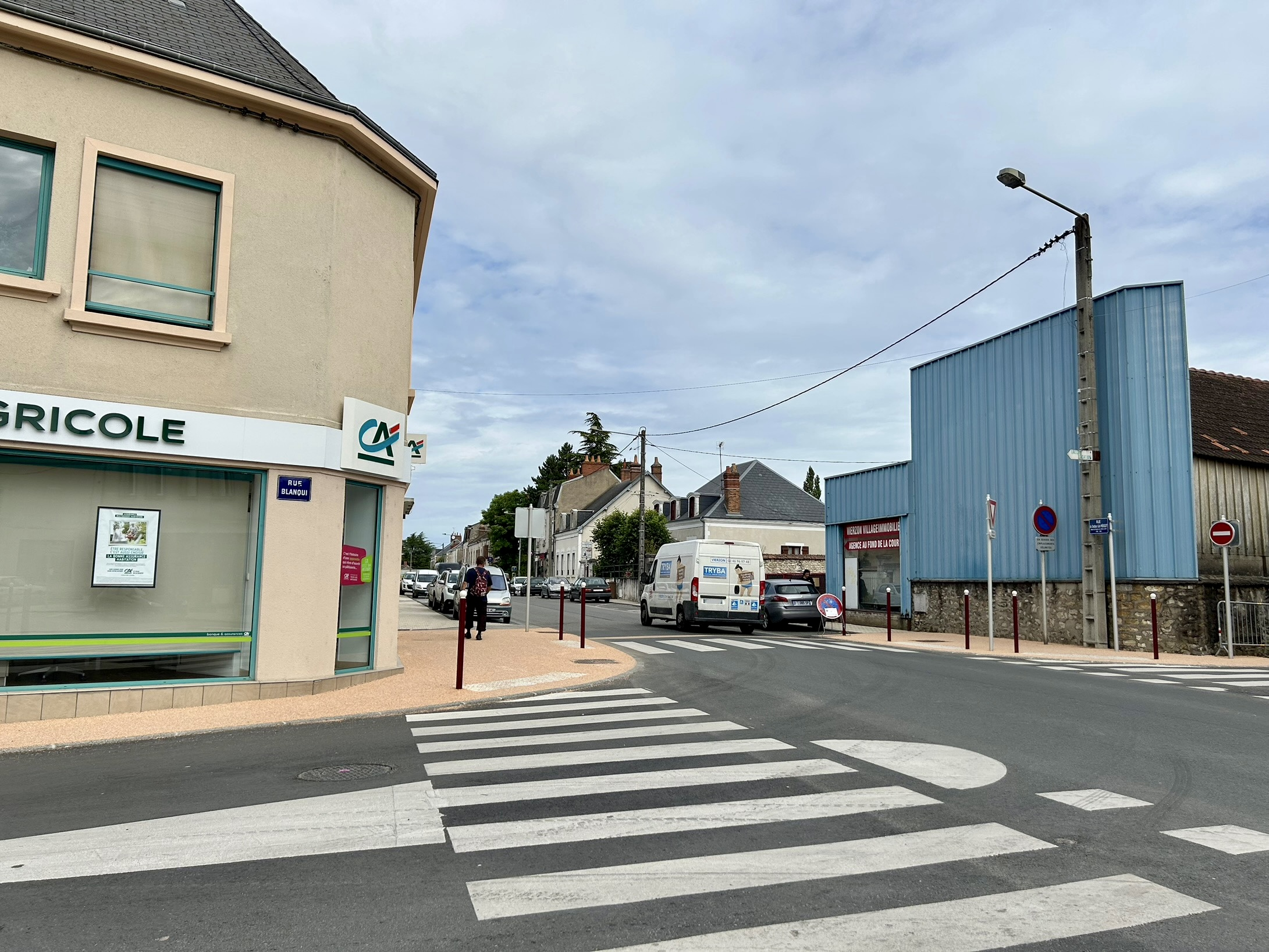
布朗基街口附近的一处银行

维耶尔宗是谢尔省西部的经济中心，也是一个区域性的中心城市，当地的经济事务由谢尔省工商会联合各级部门协调负责。法国就业局在维耶尔宗市镇范围内设有一处劳务办公室，为当地居民提供创业及就业帮助。

### 产业分布
在第一产业方面，维耶尔宗所处的贝里地区为法国典型的农业区域，其北侧的索洛涅则是法国中部面积最大的林地之一。自工业革命以来，维耶尔宗城市人口日趋增加，其市镇范围内的大部分区域被开发为城市用地。截至2022年底，维耶尔宗境内有27家农业类企业，占总企业数量的2.4%；相关就业总人数为87人，占总人数的0.1%。
在第二产业方面，现代维耶尔宗城市因工业而兴盛，但自二战结束以来，当地的工业规模逐年下降，大批工业生产部门关闭或外迁。2022年底，维耶尔宗的工业及建筑业用人单位数量为142家，占总数的17.6%；相关就业总人数为1,859，占总人数的20.5%。
在第三产业方面，维耶尔宗是谢尔省人口第二多的城市，是一个区域性的政治、经济、交通、通讯、医疗中心，多个法国跨区域机构在维耶尔宗设有分支，一些原废弃的工厂建筑被改建为公共设施或文化场所。2022年底，维耶尔宗第三产业的相关就业单位及从业人数分别达到了总量的79%和78.6%。

### 重要企业
截至2024年12月，维耶尔宗市镇范围内共有各类用人单位（包含自雇）2,959家，平均历史为16年，其中98.44%为中小型企业（PME），2024年10月至12月间，当地的经济活力指数为0。
| 维耶尔宗境内的主要大型企业 | 维耶尔宗境内的主要大型企业 | 维耶尔宗境内的主要大型企业       | 维耶尔宗境内的主要大型企业 | 维耶尔宗境内的主要大型企业  | 维耶尔宗境内的主要大型企业 | 维耶尔宗境内的主要大型企业 |
| 企业                       | 类型                       | 法语原名                         | 领域                       | 员工数量 （2023年12月31日） | 营业额 （2023年）          | 数据来源                   |
| -------------------------- | -------------------------- | -------------------------------- | -------------------------- | --------------------------- | -------------------------- | -------------------------- |
| 维耶尔宗供销               | 总部                       | Vierzon Distribution             | 大型零售                   | 100至199人                  | 60,750,000 €               | [ 社 22 ]                  |
| 捷太格特轴承法国           | 区域总部                   | Jtekt Bearings France SAS        | 机械制造                   | 250至499人                  | 41,760,000 €               | [ 社 23 ]                  |
| 维耶尔宗Expan              | 区域总部                   | Expan Vierzon                    | 大型零售                   | 100至199人                  | 38,750,000 €               | [ 社 24 ]                  |
| Clairanne                  | 总部                       | Clairanne                        | 大型零售                   | 50至99人                    | 28,309,000 €               | [ 社 25 ]                  |
| Cofren SAS                 | 总部                       | Cofren SAS                       | 工业机械销售               | 3至5人                      | 27,894,000 €               | [ 社 26 ]                  |
| 霍尼韦尔安全防护法国       | 区域总部                   | Honeywell Fall Protection France | 特种纺织品                 | 50至99人                    | 16,993,000 €               | [ 社 27 ]                  |

## 财政与居民收入
2022年，维耶尔宗的财政收入总额为39,955,000欧元，财政支出总额为38,969,300欧元，当年的债务总额为31,221,700欧元。2022年，维耶尔宗市镇通过增值税获得897,800欧元的收入，此外当地还共获得了3,212,180欧元的国家直接财政补助。
| 维耶尔宗居民收入情况                             | 维耶尔宗居民收入情况 | 维耶尔宗居民收入情况  | 维耶尔宗居民收入情况 |
| 内容                                             | 维耶尔宗             | 法国                  | 统计年份             |
| ------------------------------------------------ | -------------------- | --------------------- | -------------------- |
| 征税家庭总数                                     | 12,188               | 1,081（法国市镇平均） | 2022年               |
| 居民平均月收入                                   | 1,942欧元            | 2,435欧元             | 2022年               |
| 高级职员人均月收入                               | 3,343欧元            | 4,331欧元             | 2021年               |
| 中级职员人均月收入                               | 2,254欧元            | 2,470欧元             | 2021年               |
| 普通职员人均月收入                               | 1,655欧元            | 1,801欧元             | 2021年               |
| 贫困率                                           | 24%                  | 14.5%                 | 2020年               |
| 青壮年（15至64岁）失业率                         | 22.4%                | 7.4%                  | 2020年               |
| 征税家庭数量占比                                 | 32.0%                | 45.5%                 | 2020年               |
| 家庭年均纳税                                     | 2,089欧元            | 4,393欧元             | 2022年               |
| 资料来源：INSEE、L'Internaute、Le Journal du Net |                      |                       |                      |

## 社会事务

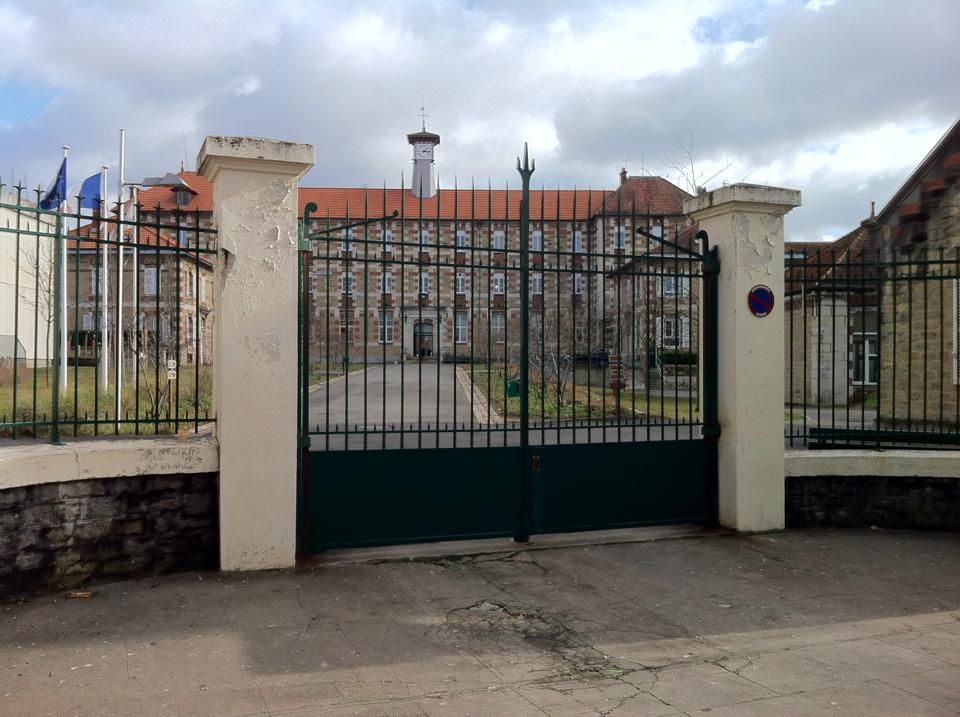
维耶尔宗亨利·布里松高级中学

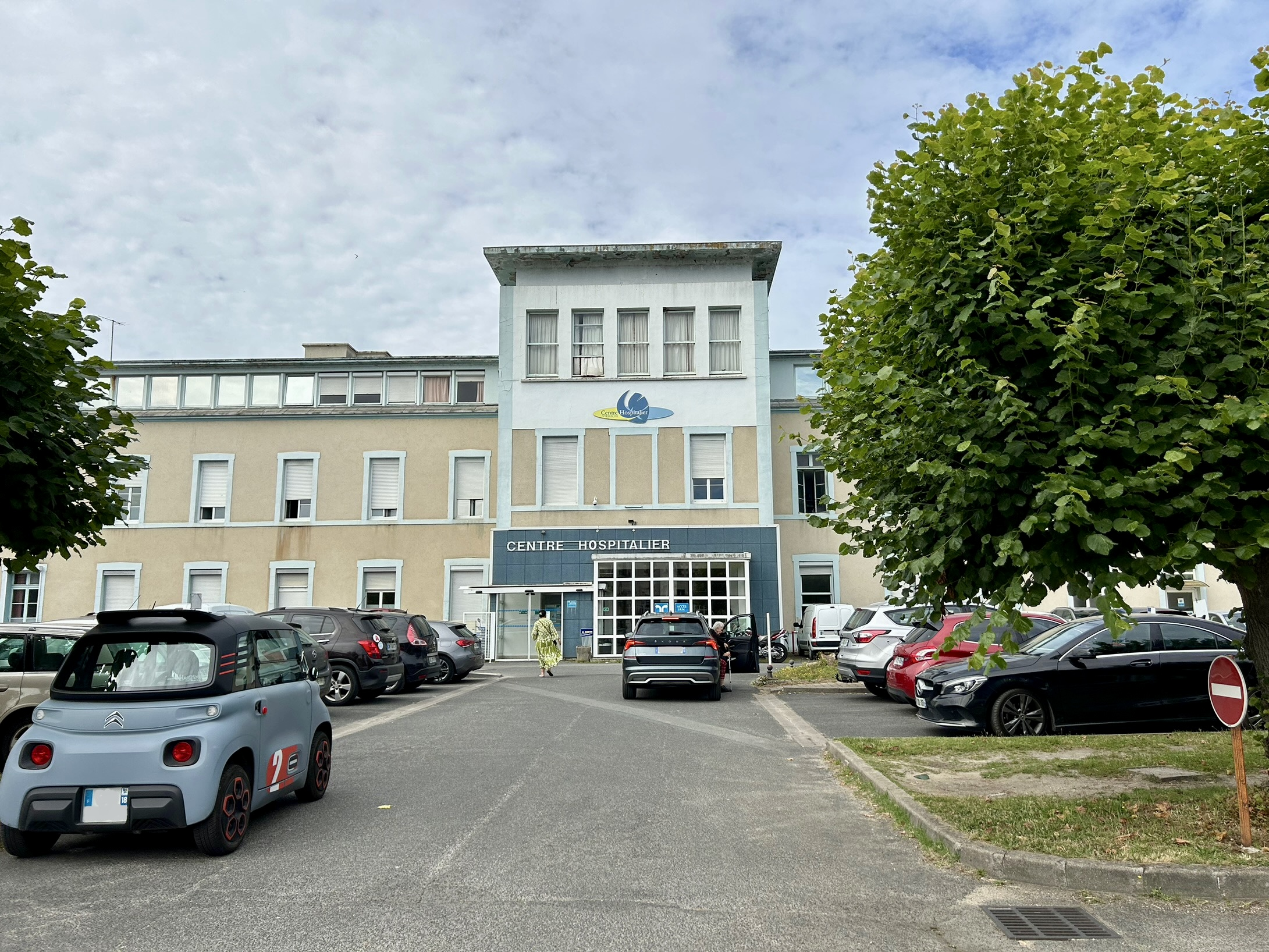
莱奥·梅里戈医院

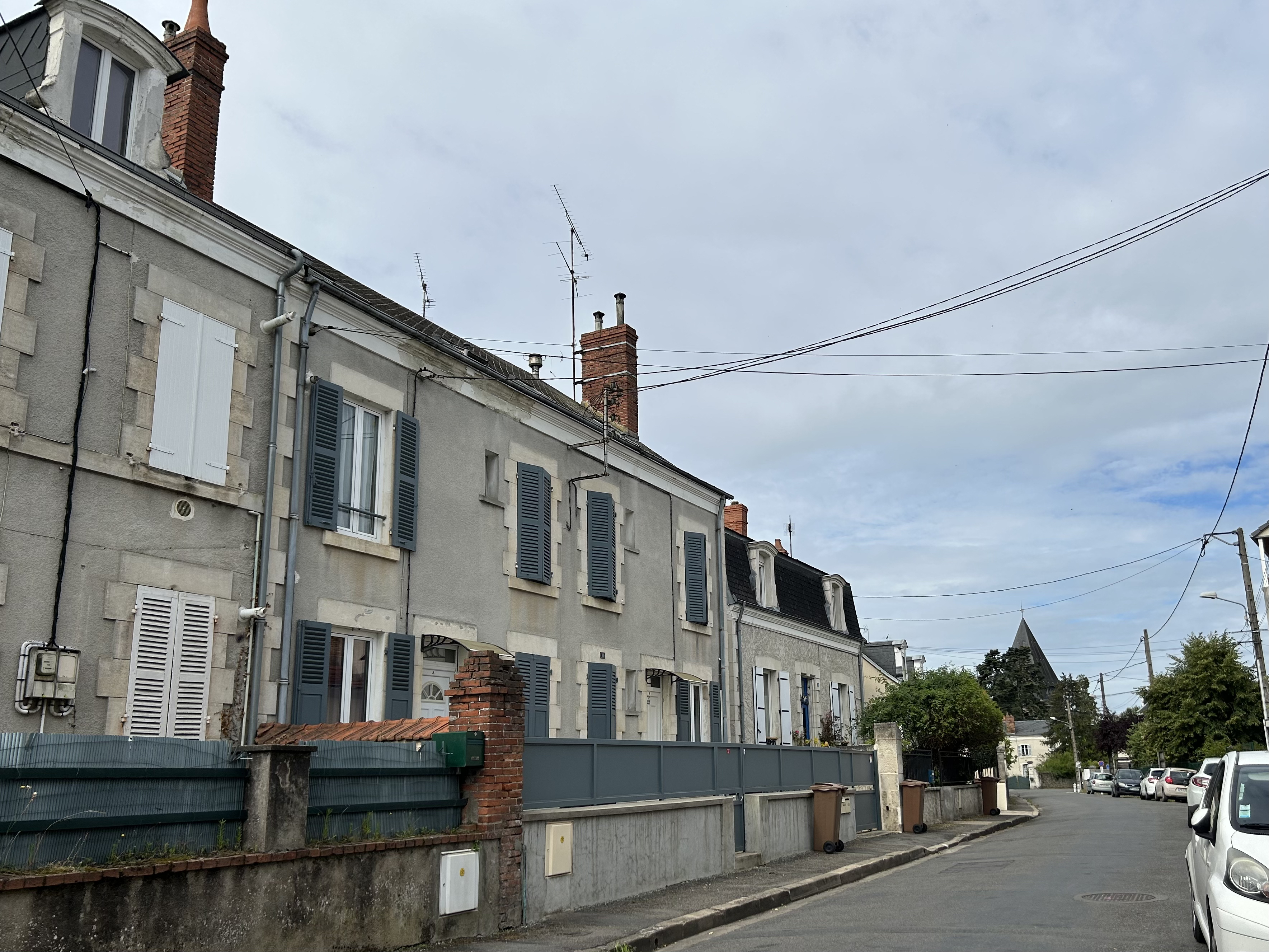
茹尔·盖得街两侧的传统民居

### 教育
维耶尔宗属于奥尔良-图尔学区。截至2023年1月1日，维耶尔宗境内共有8所幼儿园、13所小学、4所初级中学、2所普通高中和1所职业高中。2022至2023学年度，维耶尔宗境内共有在校中等教育阶段学生3,619名。维耶尔宗亨利·布里松高级中学的毕业生在2022年法国业士文凭会考中通过率达97%，是谢尔省通过率最高的公立高中。2024年9月，维耶尔宗瓦扬高级中学开设了谢尔省境内的首个大学校预科班。
在高等教育方面，维耶尔宗境内设有一所卫生学校。距离维耶尔宗最近的公立综合大学为74公里外的奥尔良大学。

### 医疗
截至2023年1月1日，维耶尔宗境内共有全科医生17名、保健师17名、牙医13名、护士33名、耳科医生1名和助产士1名。境内共有药房10家、养老院4家、残疾人帮扶中心6家。
维耶尔宗中心医院（Centre Hospitalier de Vierzon）是法国的一个区域性医疗机构，该机构在维耶尔宗设有两处病区：莱奥·梅里戈医院（Hôpital Léo Mérigot）位于维耶尔宗市区西侧，该院设有床位125个；拉努医院（Maison médicale de La Noue）位于维耶尔宗市区南部，该院设有床位172个，此外该机构还在维耶尔宗设有一处长期治疗和康复中心。除此之外，维耶尔宗境内还有拉加亚尔迪耶尔精神诊所（Clinique psychiatrique de La Gaillardière），后者是一家私立医疗机构，主要提供成年人心理疾病治疗服务。
距离维耶尔宗最近的大学教学医院为奥尔良大区中心医院，其主病区奥尔良新医院位于奥尔良市区南端的河源街区，距离维耶尔宗市区的正常车程在一小时以内，2024年12月时该院设有床位1,738个，是中央-卢瓦尔河谷大区规模第二大的公立综合性医院。

### 住房
2021年，维耶尔宗境内共有各类住房15,146套，比上一年新增26套。按照房屋类型分类，维耶尔宗市镇范围内66.4%为独立式住宅，散落分布于市镇范围内的大部分街区；33.4%为集中式住宅，主要分布于镇中心和市区东北部的勒鲁瓦围（Le Clos du Roy）街区。；按照住户类型分类，维耶尔宗境内的房屋所有者和租房客占比分别为57.3%和41.5%，常住房屋占维耶尔宗市镇范围内居民建筑总量的82%；按照房屋大小分类，维耶尔宗有248户住房的居住面积小于30平方米，1,062户住房的居住面积超过120平方米；按照住房年限分类，维耶尔宗境内1919年以前和2005年以后修建的房屋总数分别为1,255户和831户。
在住房保障政策方面，2023年，维耶尔宗境内共有6,390户家庭获得了家庭津贴补助，受益人数占总人口数量的25.2%，其中3,440份为房租补助。维耶尔宗地区的房屋建设及管理事务由其市镇公共社区联合各级政府协调负责，该机构于2018年3月通过了其管辖范围内的“市际城市规划与住房纲领”（PLUiH），并计划于2025年更新，该文件为当地的住房建设及发展提供了指导性意见。

### 商业

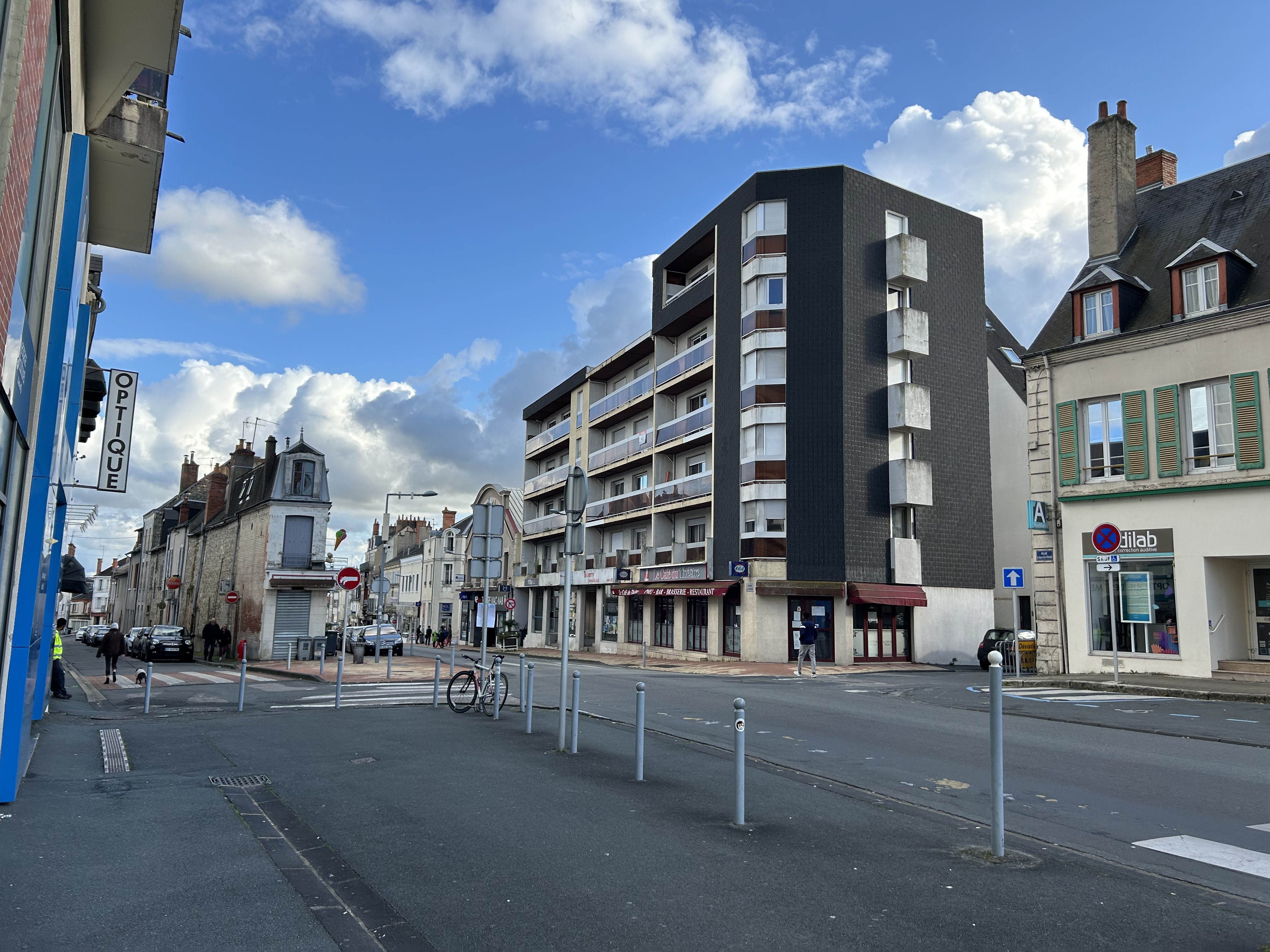
共和国大街

2021年，维耶尔宗境内共有各类实体商铺553家，其中餐厅78家、大型超市12家、杂货店13家、面包房14家、肉铺10家、书店2家、装饰品店3家、银行门店12家、美容美发店38家、汽车维修店43家。
在商业方面，维耶尔宗的传统商业区位于维耶尔宗镇中心的共和国大街（Avenue de la République）和白里安广场（Place Aristide Briand）附近，该区域内有百余家各类餐饮及商业店铺。维耶尔宗市区东北侧建有“索洛涅边缘”商业中心（Centre Commercial L'Orée de Sologne），其核心为一家Super U大型商场，周边还有Action、Brico Dépôt、BUT、Gifi、Grand Frais、Noz、Lidl等卖场。此外维耶尔宗市区东部的铁厂街区还有一家家乐福便民超市，南部的拉努街区则有一家Intermarché超市。

### 媒体
法国主要的媒体均可在维耶尔宗接收，法国电视三台下属的中央-卢瓦尔河谷大区频道在部分时段播出维耶尔宗所在谢尔省的地方新闻。在传统纸质媒体方面，《贝里共和党人报》是法国一个地方性报社，总部位于布尔日，在维耶尔宗设有分部，其发行范围覆盖了整个谢尔省；蓝色法兰西贝里广播和震动广播是维耶尔宗地区的两家主要广播媒体。此外维耶尔宗市政府编辑出版《在维耶尔宗》（À Vierzon）月刊杂志，主要刊登各类地方文化和生活讯息，免费向公众发放。此外，维耶尔宗市政府在Facebook、Twitter、Instagram、YouTube、领英等现代社交媒体平台开设有官方账号。2021年，Instagram上共出现了超过两万条与维耶尔宗有关的帖子，维耶尔宗成为当年法国被讨论第二多的城市，仅次于巴黎。

### 环境

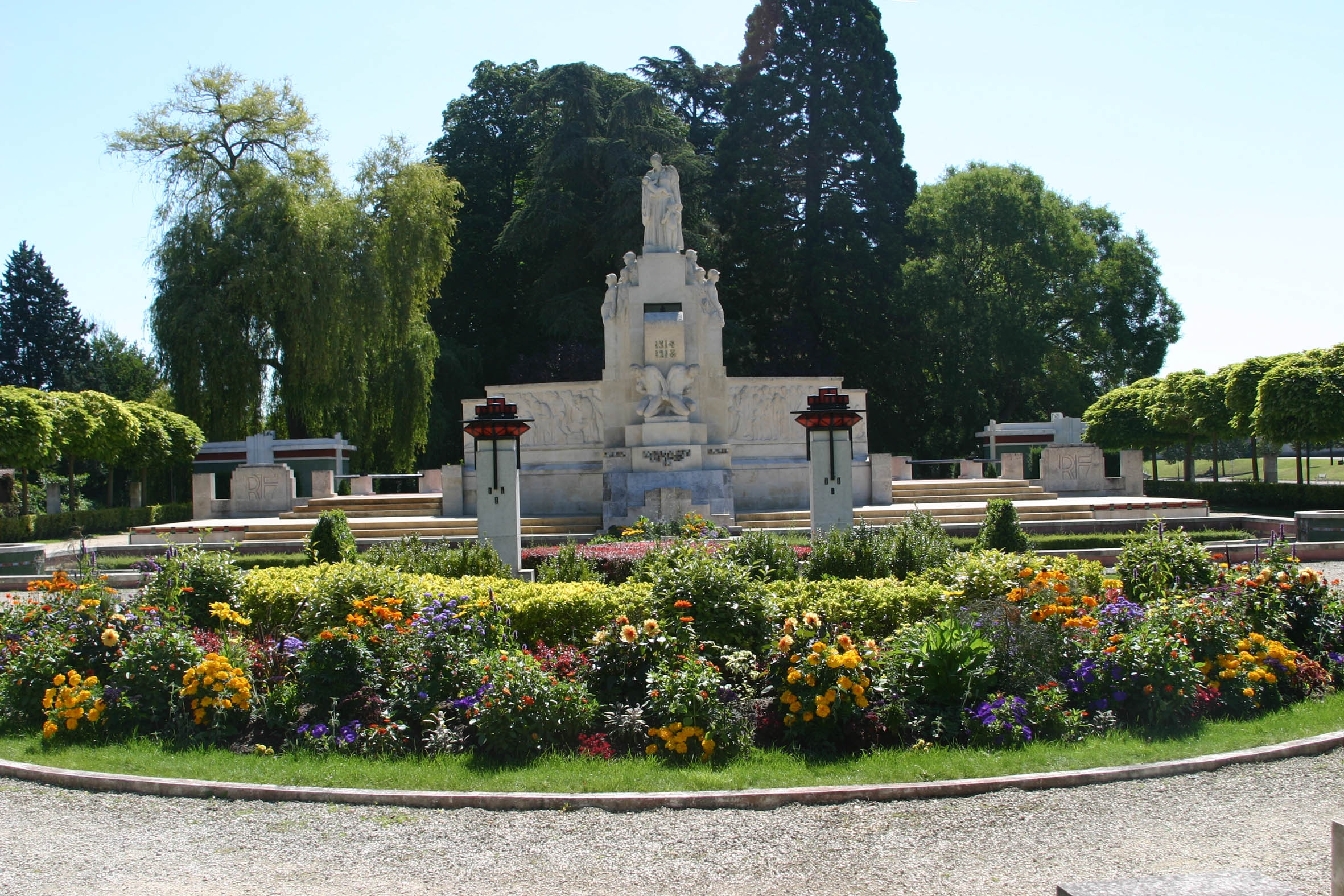
一处花园

维耶尔宗的环境事务由其所属的维耶尔宗索洛涅-贝里市镇公共社区联合各级政府协调负责。自2011年1月1日起，维耶尔宗市政府直接负责管理其市镇范围内生活用水供应和污水集中处理事务，当地的生活垃圾则由市镇公共社区负责定期收集和清理。截至2024年12月，维耶尔宗市镇范围内共有两处垃圾处理站。
2021年，维耶尔宗境内共有六家污染企业，化工制品和机械制造是当地主要的污染物来源。在环境和污染物监测方面，维耶尔宗境内设有一处大气环境监测点，该站点2016年测得二氧化氮浓度平均值为12.6µg/m³，臭氧浓度平均值为48.8µg/m³，颗粒物平均值为15.9µg/m³，均低于法国平均水平；维耶尔宗市区以东9公里的富瓦西境内设有一处水环境监测点，该地2021年测得水体坤化物浓度为2µg/L，2016年测得汞化物浓度为0.01µg/L，2023年测得硝酸盐浓度为22mg/L、磷酸三正丁酯浓度为0.01µg/L。

### 治安
截至2024年12月，维耶尔宗市镇范围内共有一处派出所和一处宪兵队。谢尔省消防救援（SDIS du Cher）总部位于省会布尔日，在维耶尔宗设有一处指挥中心，后者配合安监、医疗等部门负责维耶尔宗以及周边地区的消防救援任务。2023年底，该指挥中心有36名在职消防员和32名义务消防员，当年该中心累计出警3,100次，比上一年同期减少了8.5%。
2023年，维耶尔宗市镇范围内累计记录各类案件1,230起，其中盗窃类案件544起，人身侵犯类案件361起，毒品交易类案件78起。维耶尔宗的第二家派出所预计2026年2月建成。

## 文化

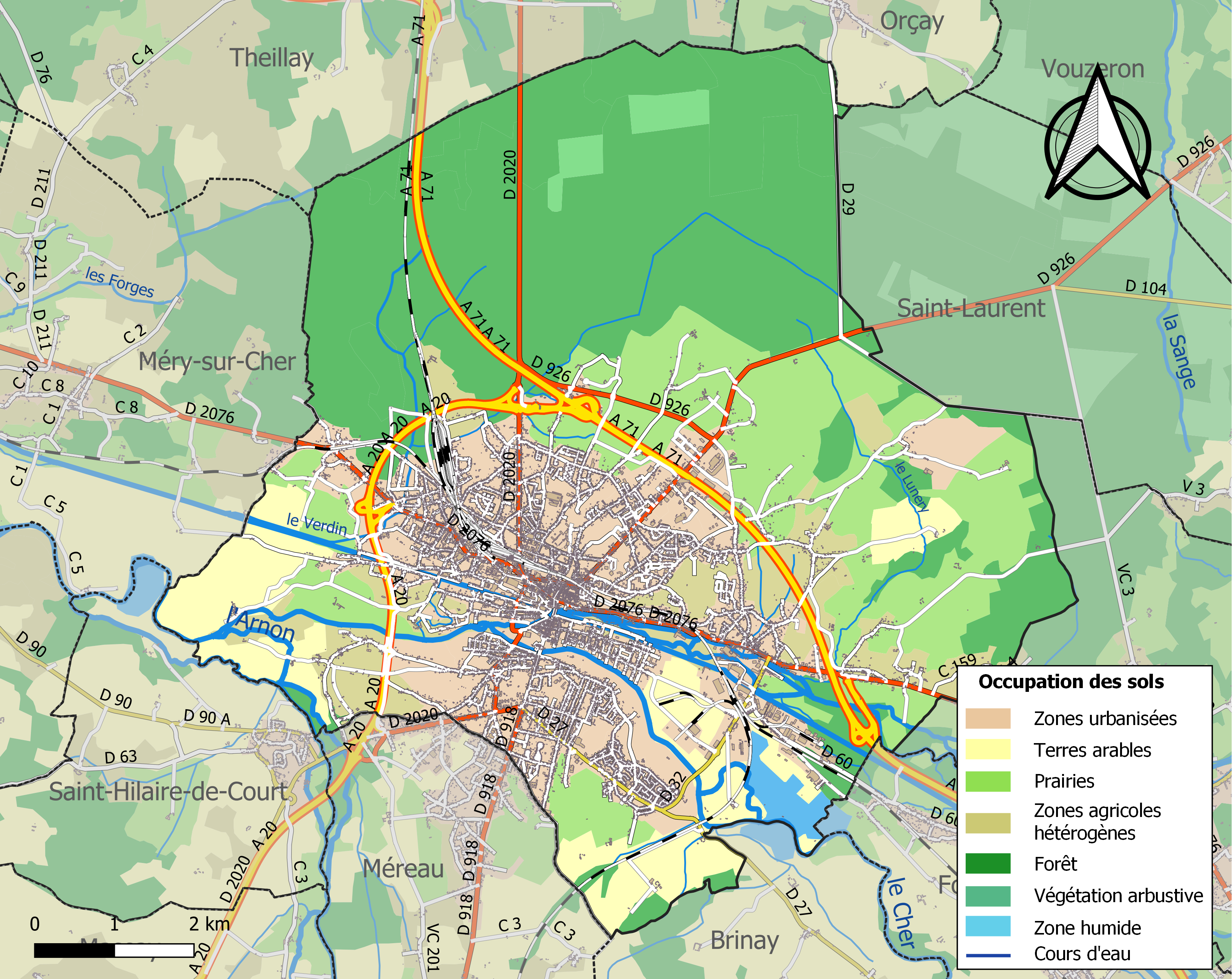
维耶尔宗土地利用情况地图
城市用地
耕地
草地
农业用地
林地
绿地
湿地
水域

2023年，维耶尔宗境内共有1家剧场、1家电影院、2家博物馆和1家音乐厅。维耶尔宗境内建有保尔·艾吕雅多媒体中心（Médiathèque Paul Éluard），每周二至六向公众开放。

### 城市形态及人文环境
维耶尔宗耶夫尔河与谢尔河交汇处的冲积平原上，另有贝里运河横穿市区。河道将维耶尔宗城市切割为了多个区块，其本身亦成为城市景观的重要组成部分。根据谢尔省官方网站一篇文章的论述，维耶尔宗城市起源于中世纪，得益于桥梁的修建和的巴黎—图卢兹商道贯通，维耶尔宗的城市开始大致向南侧发展。然而十八世纪开凿的贝里运河和此后建成的与之平行的法国国道76线（现为省道D2076线）使得维耶尔宗的城市骨架发生重大改变，其城市主轴逐渐偏为东西走向。工业革命的推进使得维耶尔宗人口数量激增，其历史城镇内出现了工人居民社区。二十世纪中后期，因工业衰落，维耶尔宗老城区的大部分工厂被关闭，一些废弃厂房被改建为市政设施或文化场所；与此同时，铁路线以北的区域和南郊与梅罗接壤的街区亦得到开发利用成为居民区，其城市结构呈现出多向发展的局面。
相比于同类型的法国中小型工业城市（如勒克勒佐、阿莱斯、罗阿讷、福尔巴克等），维耶尔宗的工业和现代居民区主要分布于老城区外围，其中维耶尔宗火车站和法兰西公司所处区域在十九世纪以前为荒地，而当地近现代的大部分工业部门位于城市东侧的铁厂街区，维耶尔宗的传统城市面貌因此并未因工业发展发生明显改变，这一点与法国中部另一座中小型工业城市蒙吕松有诸多相似之处。由于维耶尔宗早期城市建设时缺乏统筹规划，加之工业衰落引发的人口数量减少使得部分区域缺乏维护，一些街区长期存在建筑老旧、公共设施不完善等问题。2008年，维耶尔宗市政府启动城市翻新计划（Programme de renouvellement urbain），并于2017年进行了修改，旨在统筹维耶尔宗城市规划及建设。

### 建筑
截至2024年12月，维耶尔宗市区内共有12处法国国家文物保护单位，其中维耶尔宗圣母教堂建于中世纪末期，历经翻新扩建，现有五处钟楼塔和一间大管风琴堂，是当地的标志性建筑之一；位于市区西侧的维耶尔宗法兰西公司厂房旧址经翻新修缮，现为一处集办公、科教、娱乐、会议为一体的综合性会展中心。此外，位于火车站东出口上方的图卢兹桥（Pont de Toulouse）因其彩色涂装而成为当地的一处地标，该桥计划于2027年进行彻底修缮。

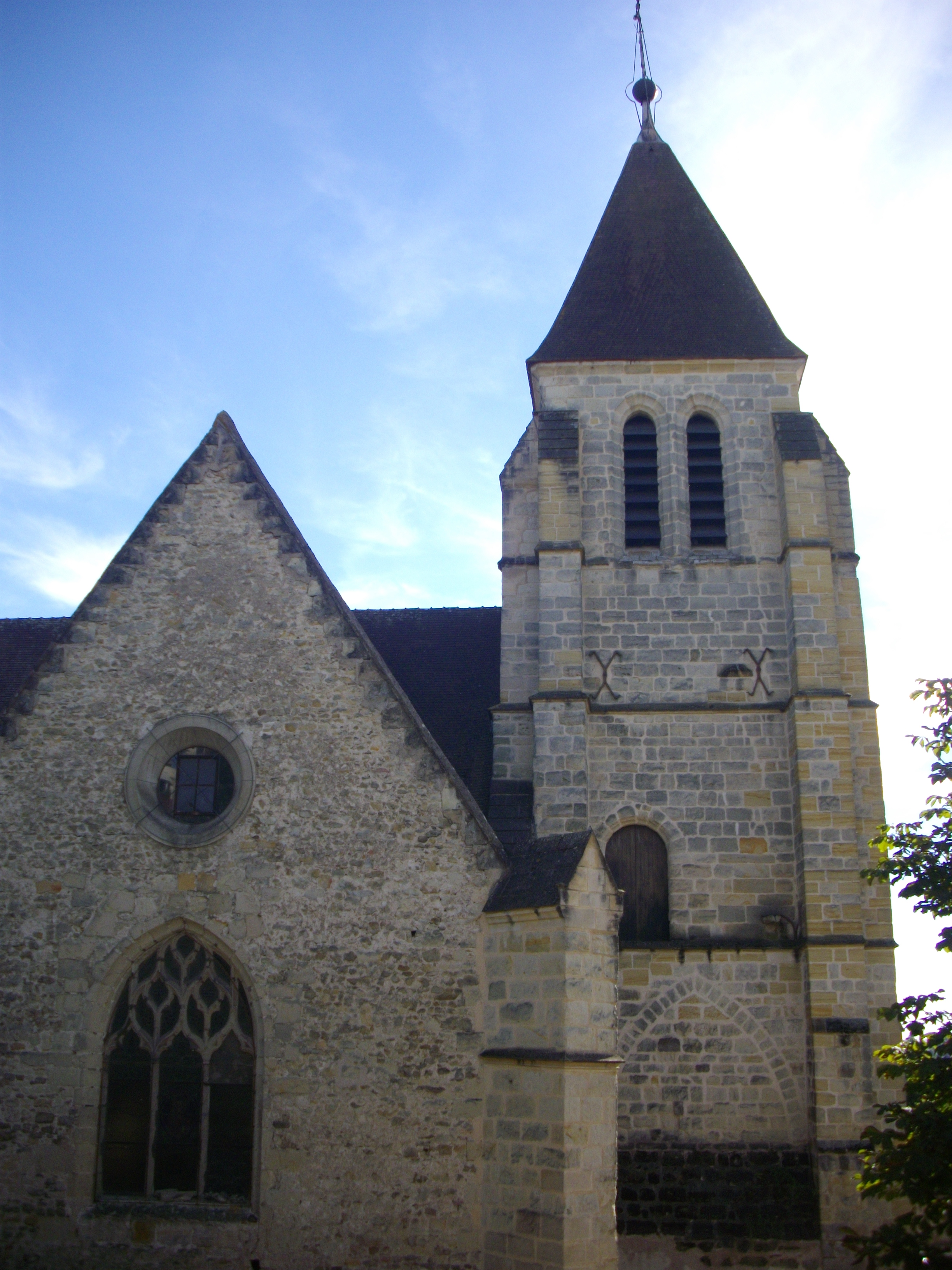
圣母教堂（法语：Église Notre-Dame de Vierzon）
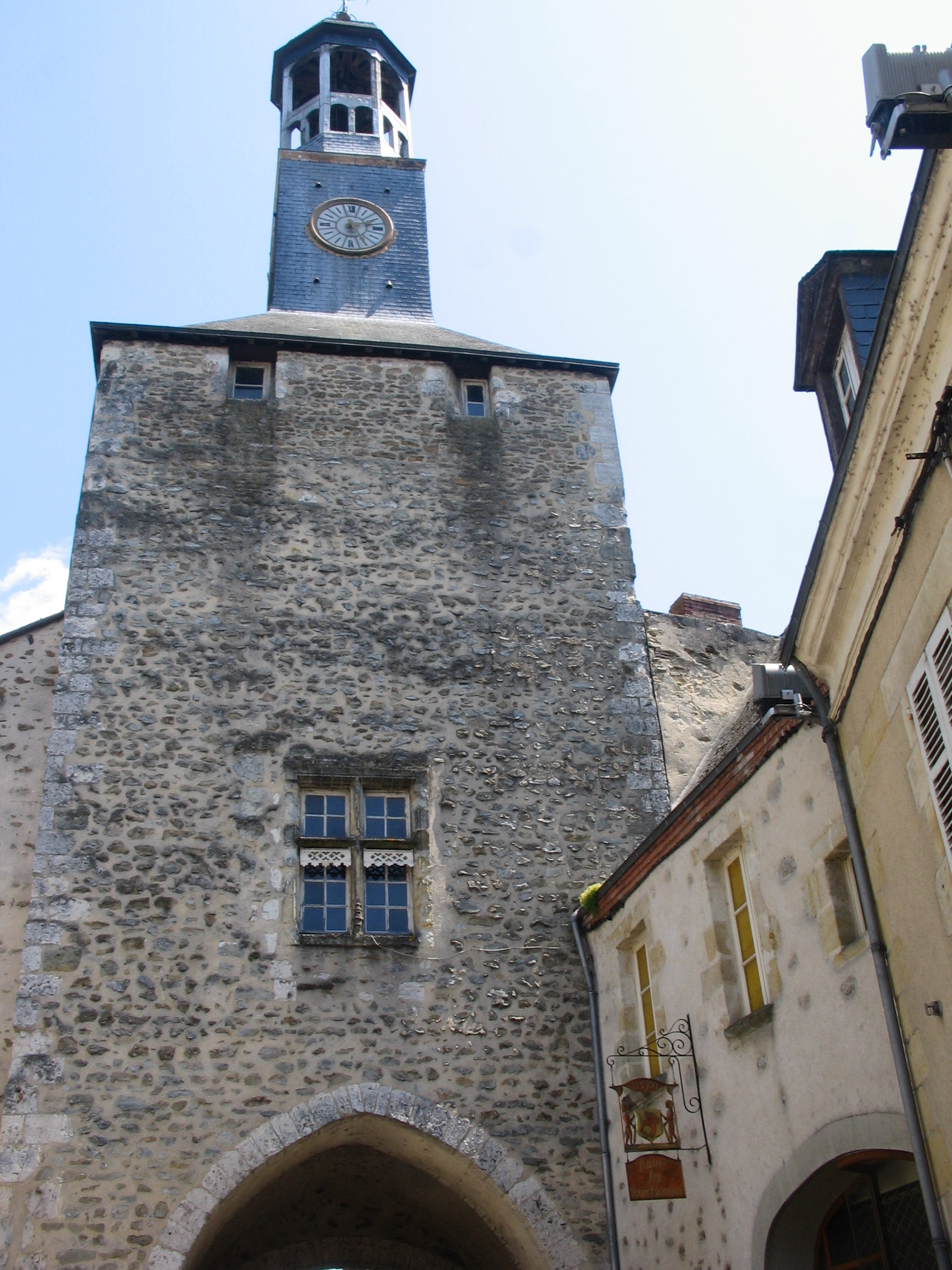
钟楼塔
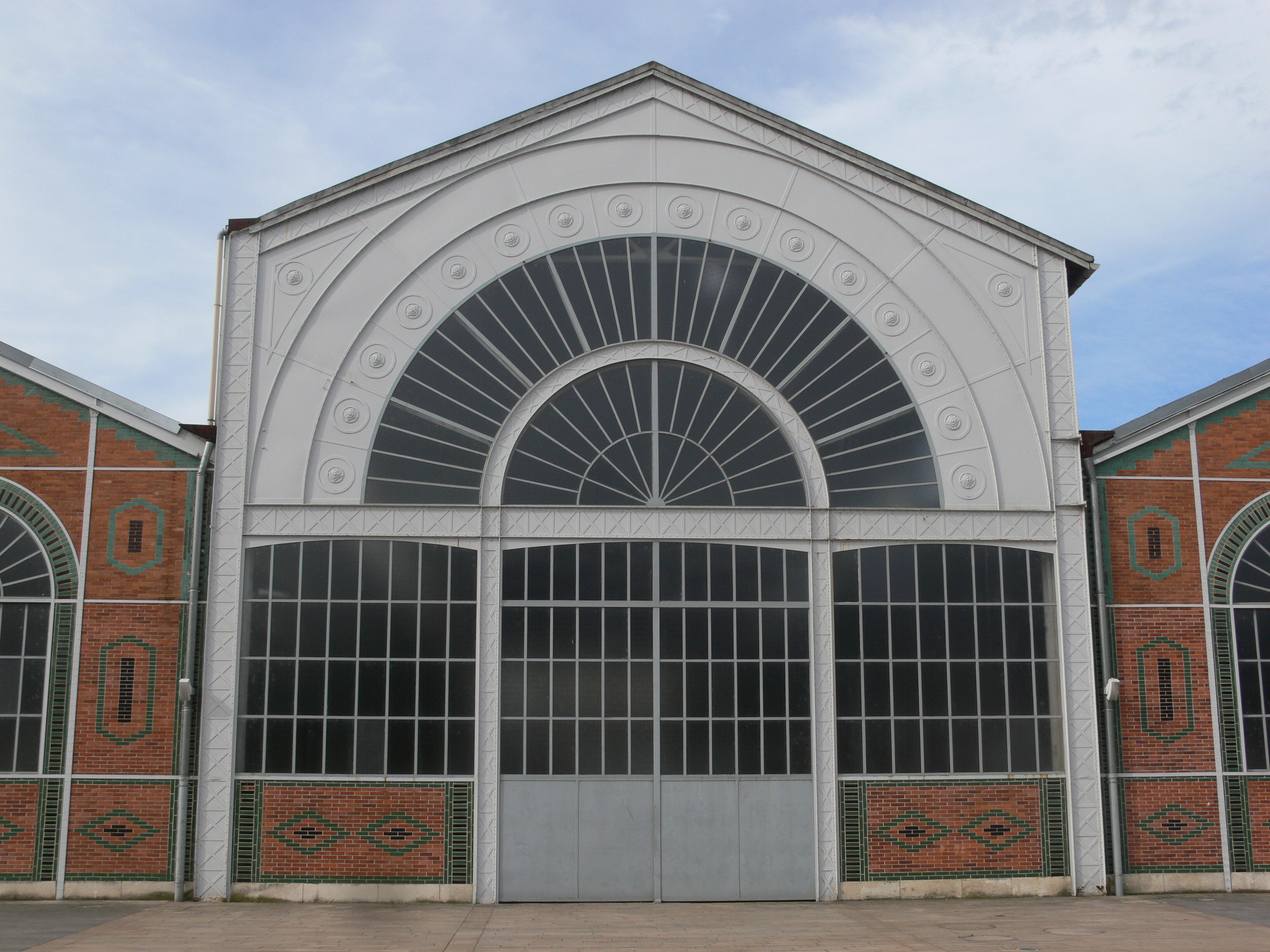
法兰西公司旧址
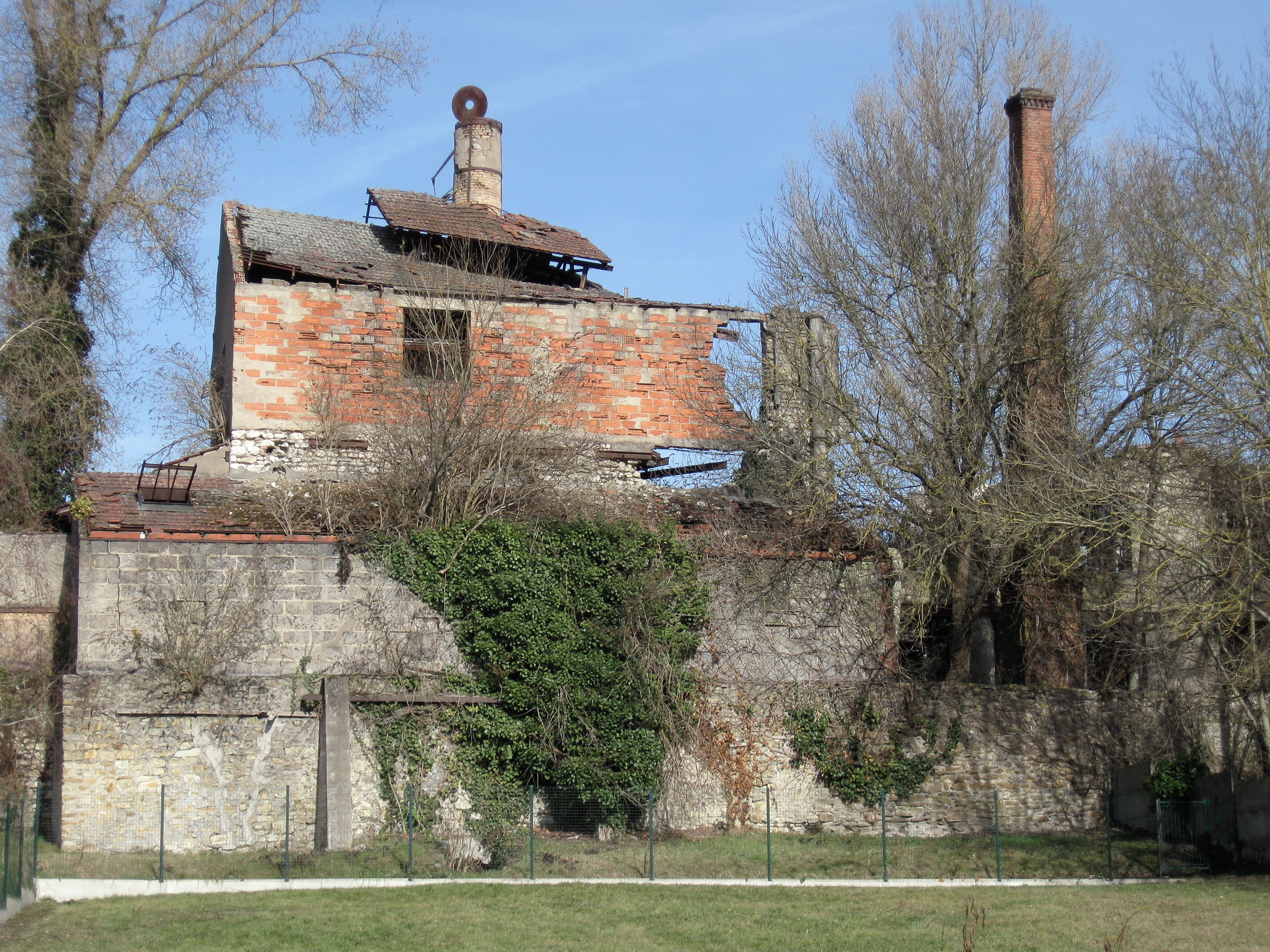
瓷器厂旧址
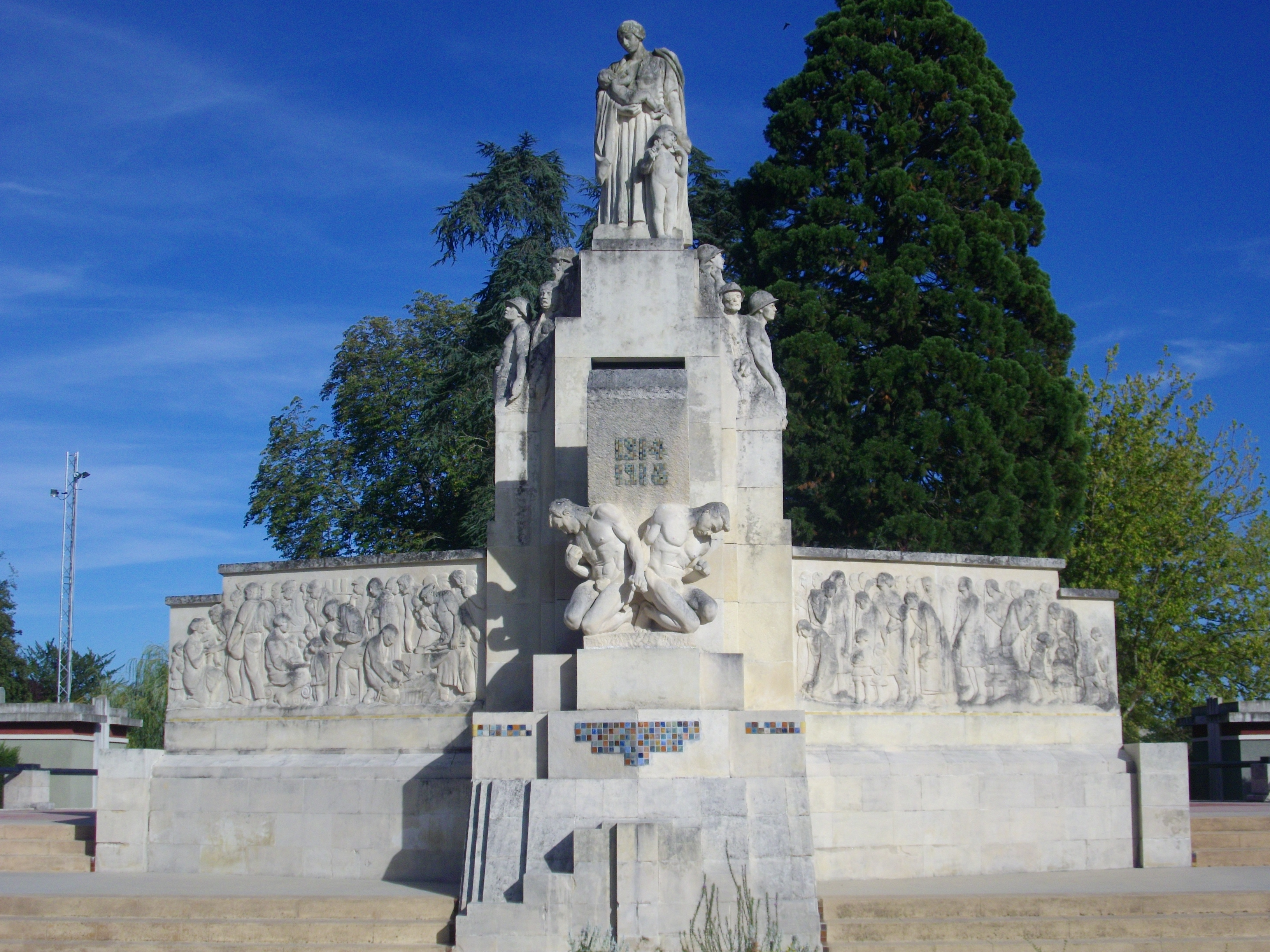
烈士纪念碑
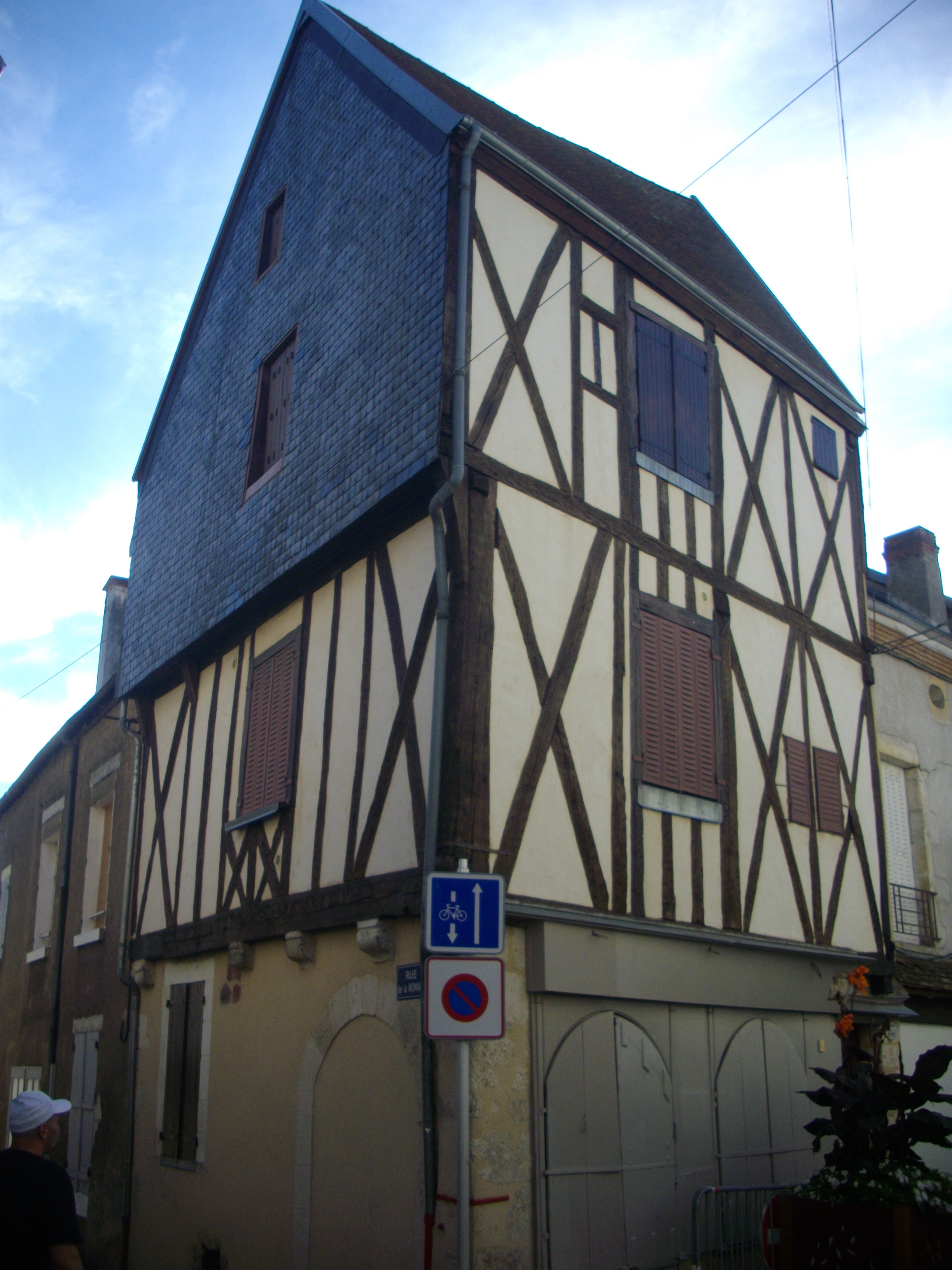
传统民居
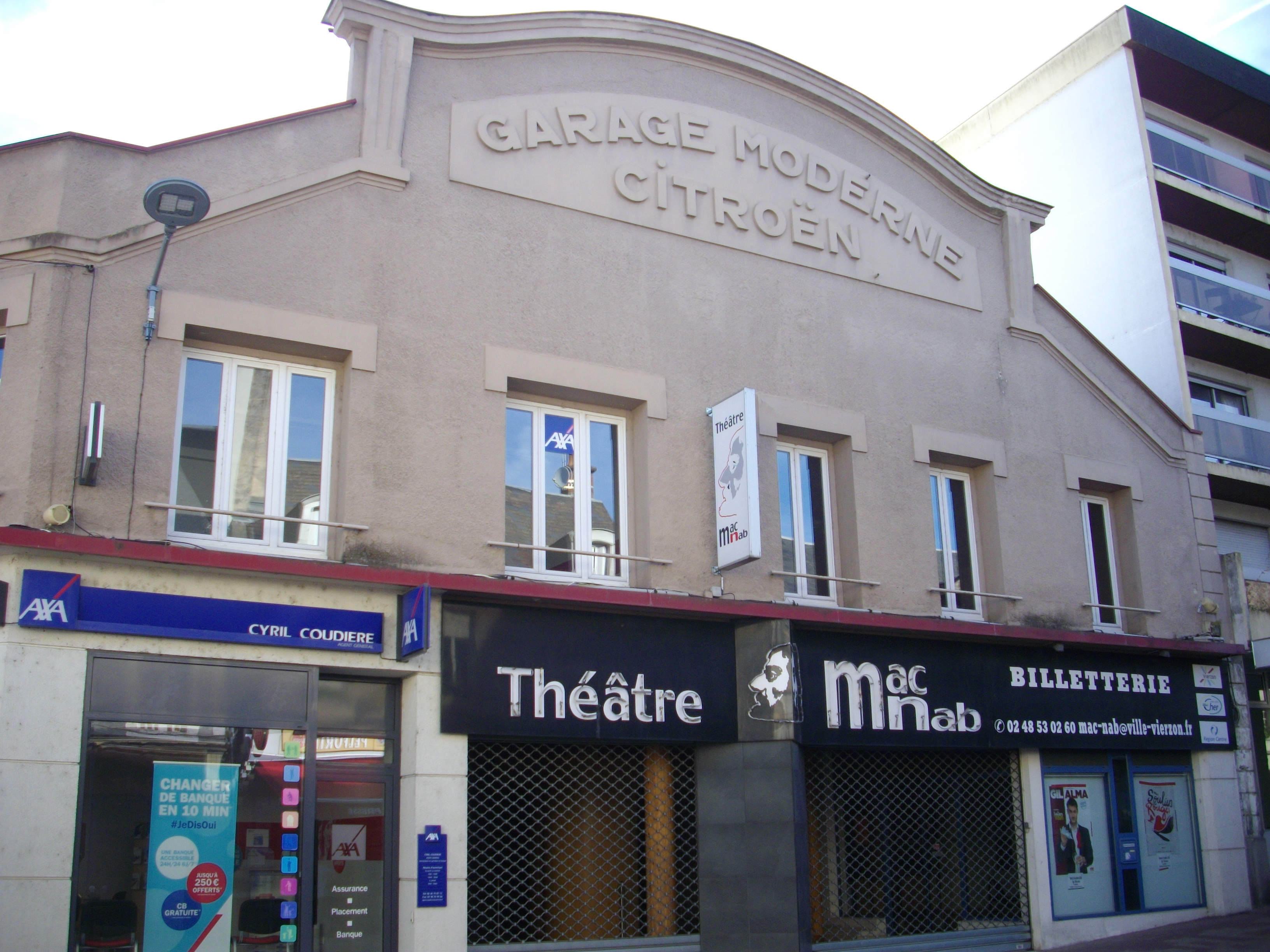
剧场
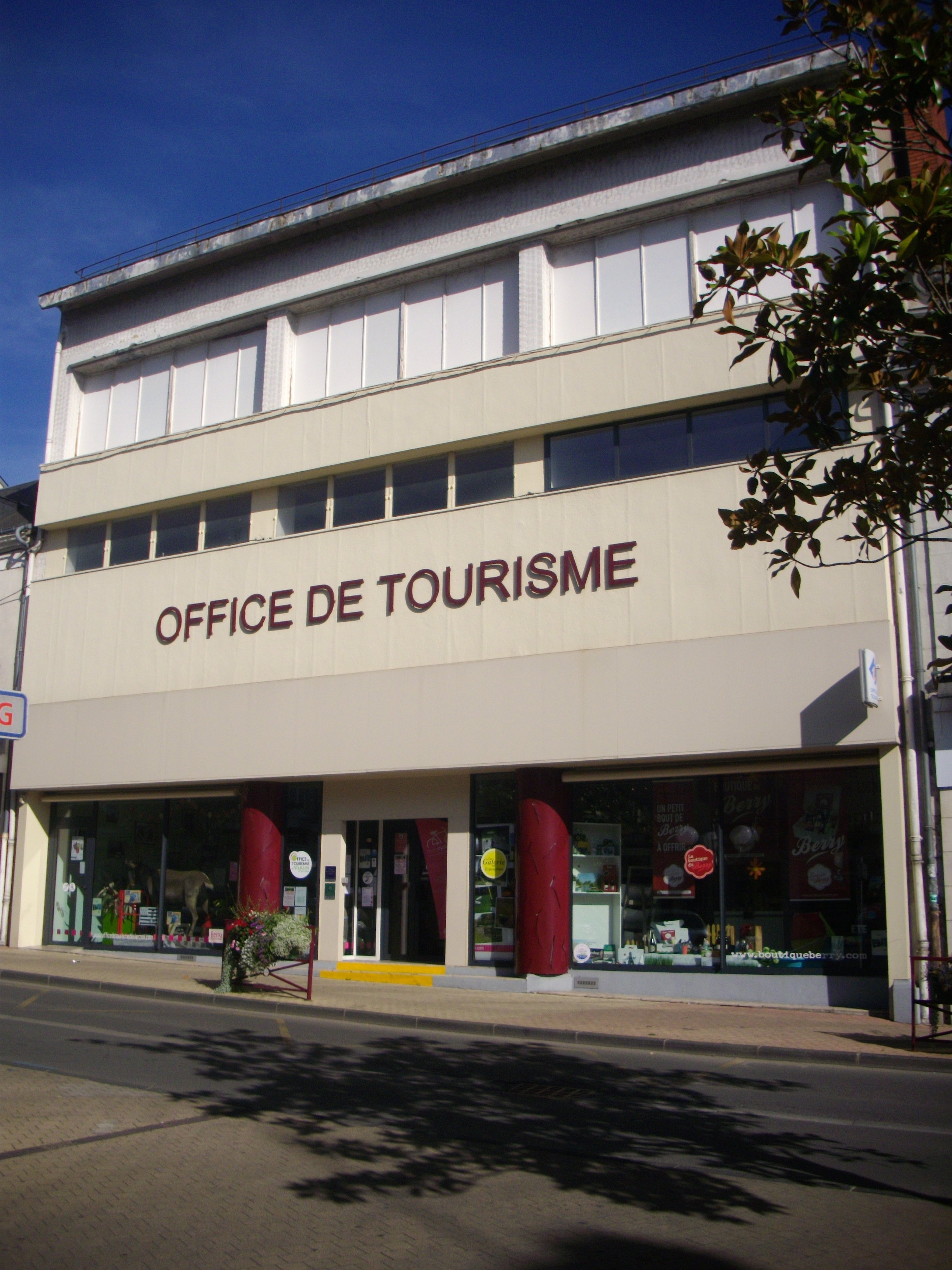
旅游局

### 旅游
维耶尔宗的旅游事务由其所属的维耶尔宗索洛涅-贝里市镇公共社区联合各级政府协调负责，自然景观和历史建筑游览以及森林徒步等是当地的旅游项目，维耶尔宗附近开辟有多条步行绿道供徒步爱好者使用。
在游客接待设施方面，维耶尔宗镇中心建有一处旅游咨询接待中心（Office de Tourisme）。2024年，维耶尔宗境内共有11家酒店共计398间房间，其中包括6家三星级酒店、2家二星级酒店和3家未评星级酒店；另有1个露营地，可容纳共90辆露营车。

### 宗教

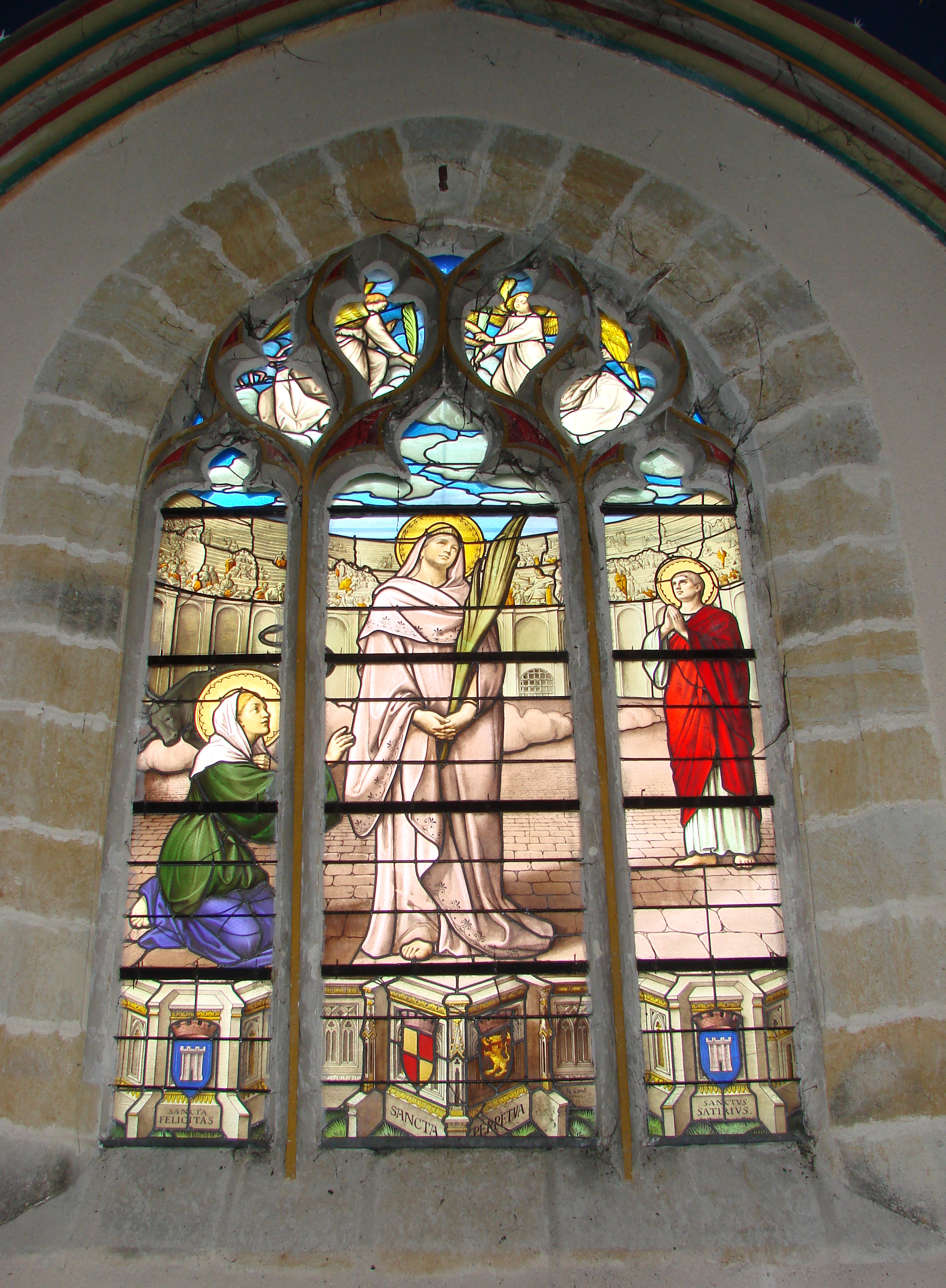
维耶尔宗圣母教堂的窗画

在天主教方面，维耶尔宗隶属于图尔教省布尔日总教区，维耶尔宗堂区包含维耶尔宗和圣伊莱尔德库尔两个市镇，该堂区内共建有四处可供天主教徒祷告的教堂，其现任祭司为奥利维耶·克雷斯图瓦（Olivier CRESTOIS）。在伊斯兰教方面，维耶尔宗市区内有两处伊斯兰活动中心，2012年10月，当地的一处天主教堂曾计划改建为清真寺，但因遭到部分保守人士的反对而放弃。维耶尔宗境内还建有一处新教教堂。距离维耶尔宗东正教堂、犹太教堂、清真寺及佛教文化中心分别位于邦达鲁瓦、沙托鲁、维纽苏莱赛克斯和布尔日境内。

### 体育
2023年，维耶尔宗境内共有1家游泳池、5间体育馆、8座综合体育场、1处网球场、3处马术场、12处足球或橄榄球场、4处篮球或排球场以及1处高尔夫球场。截至2024年12月，维耶尔宗境内共有超过300家注册体育及文化协会。
截至2024年12月，维耶尔宗境内共有两家注册足球俱乐部。维耶尔宗足球俱乐部（编号582331）是当地的代表性足球队，成立于2015年，其前身是成立于1935年的维耶尔宗村红蔷薇足球俱乐部（Églantine rouge de Vierzon-Villages），其主队2024至2025赛季参加法国全国丙组联赛（法国第五级别），其主场为布鲁奥球场（Stade Brouhot）。
除足球外，维耶尔宗境内还有多个团体体育项目的俱乐部：维耶尔宗蔷薇手球俱乐部（Églantine Vierzon Handball）成立于1970年，其女子队2024至2025赛季参加法国女子手球全国乙组联赛（法国第四级别）；维耶尔宗运动员体育会（Sports Athletiques Vierzonnais）是维耶尔宗的一支橄榄球俱乐部，其主队2024至2025赛季参加法国橄榄球大区甲组联赛（法国第九级别），其主场为罗贝尔·巴朗球场（Stade Robert Barran）。
自1949年起，维耶尔宗每年举办巴黎-沙莱特-维耶尔宗自行车赛。此外2018年巴黎-尼斯自行车赛以及2021年、2024年的环法自行车赛经过维耶尔宗。

### 美食
维耶尔宗的传统饮食与法国大部分区域接近，当地的地方性特色食品包括土豆馅饼、贝里土豆烧饼、Sanciau薄饼、驴蛋烧、贝里大杂烩等。维耶尔宗所处的贝里地区因盛产山羊奶酪而闻名，当地的谢里奥树林（Bois Cherriot）奶酪曾多次因供不应求而脱销。维耶尔宗南侧的谢尔-阿尔农丘是法国卢瓦尔河谷葡萄酒产区的组成部分，其中坎西和勒伊两个葡萄酒种植区距离不足20公里。

### 集会

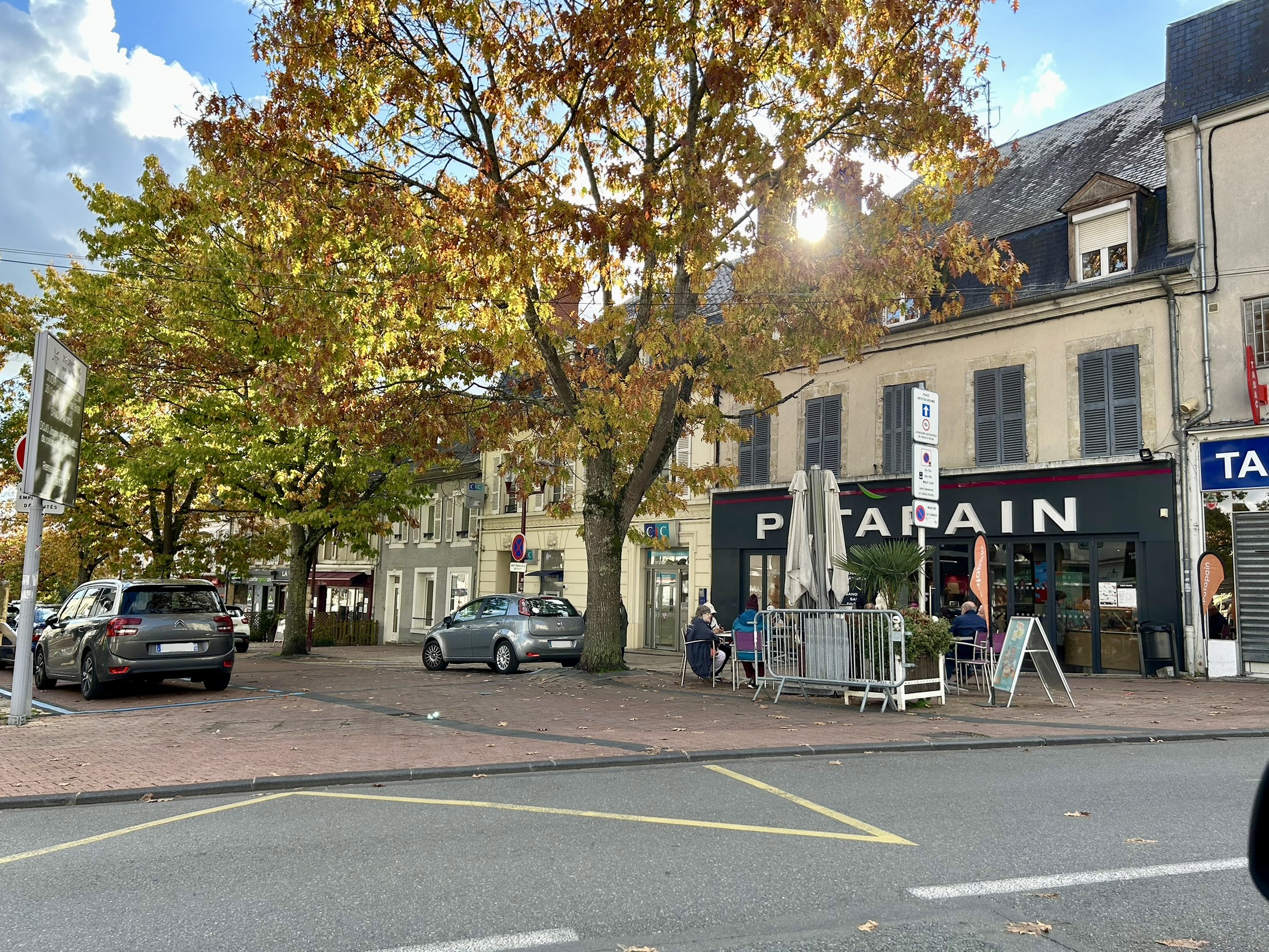
白里安广场

维耶尔宗每年开展多个大型集会活动，自1946年起，维耶尔宗每年九月举办“维耶尔宗展览会”（Foire de Vierzon）；“运河之夏”（Les Estivales du Canal）创办于2008年，是当地重要的音乐文化活动。2017年10月，维耶尔宗举办了当地历史上的首次骄傲游行。
在传统生活商贸集市方面，维耶尔宗境内有五处主要的集市活动。此外维耶尔宗市中心每年举办两次旧货大甩卖；当地的圣诞集市则在圣诞节前的两周内开展。
| 维耶尔宗主要集市活动 | 维耶尔宗主要集市活动                  | 维耶尔宗主要集市活动 |
| 集市规模             | 地点或集市名称                        | 举办时间             |
| -------------------- | ------------------------------------- | -------------------- |
| 综合                 | 市中心集市（Marché du centre-ville）  | 每周六：8至17点      |
| 区域                 | 塞利耶街区集市（Quartier Sellier）    | 每周二：8至12点      |
| 区域                 | 维耶尔宗村集市（Vierzon-Villages）    | 每周三：8至13点      |
| 区域                 | 维耶尔宗新堡集市（Vierzon-Bourgneuf） | 每周四：8至11点      |
| 区域                 | 维耶尔宗铁厂集市（Vierzon-Forges）    | 每周四：14至20点     |

### 音乐及影视作品
维耶尔宗因比利时歌手雅克·布雷尔1968年创作歌曲《沃苏勒》的首句歌词“你想看维耶尔宗，我们去了维耶尔宗”而闻名。作为纪念，维耶尔宗镇中心的一处广场以“Jacques Brel”命名。此外法国电影《Le Jour et l'Heure》和《Les Révoltés》亦曾取景维耶尔宗。2024年6月，维耶尔宗曾举办“明日电影节”（Festival du film de demain）。

## 对外交流
第一次世界大战期间，法国东北部默兹省龙沃曾遭受重创，战后维耶尔宗帮助该地恢复重建，作为纪念，龙沃镇中心广场被命名为“Place de Vierzon”，而维耶尔宗镇中心也有一条名叫“Ronvaux”的街道。维耶尔宗在二战后亦帮助法国东北部上莱茵省维特尔赛姆恢复重建，两地民间组织建立了“贝里-阿尔萨斯协会”（Comité Berry-Alsace），维耶尔宗和维特尔赛姆镇中心亦均有以对方城市命名的街道。
除此之外，截至2024年12月，维耶尔宗还与11座城市建立了友好城市关系：

| - 葡萄牙 巴塞卢什 - 德国 比特费尔德 - 德国 伦茨堡 - 土耳其 代韦利 - 中国 东西湖区 - 英格兰 赫里福德 | - 摩洛哥 杰迪代 - 黎巴嫩 卡哈莱 - 波蘭 卡缅纳古拉 - 西班牙 埃布罗河畔米兰达 - 阿尔及利亚 锡格 |

## 相关人物
法国记者费利克斯·皮亚、文学家莫里斯·马克-纳布、政治家爱德华·瓦扬、自行车运动员乔治·默尼耶和马克·萨罗、皮划艇运动员雅基·阿夫里尔、足球运动员马克·吉罗东和饶舌歌手Josman出生于维耶尔宗。

### 文献网站
- Gérard Larpent. . La Crèche: La Geste. 2021. ISBN 979-10-353-0990-9 （法语）.
- ville de Vierzon. . ville-vierzon.fr.   [2024-12-08] （法语）.
- INSEE. . insee.fr.   [2024-12-06] （法语）.

### 分类资料
历史类
1. ↑  Gérard Larpent, Histoire de Vierzon, Vierzon, Vierzy, Virsionis, p27 （法文）
2. ↑  Auguste Longnon. . . Legare Street Press. 2022. ISBN 978-1017727074 （法语）.
3. ↑  Albert Dauzat; Charles Rostaing. . Guénégaud. 1996 [1963]. ISBN 978-2850230769 （法语）.
4. ↑  Gérard Larpent, Histoire de Vierzon, Au fil des siècles, voici les différents noms utilisés dans les actess officiels, p28 （法文）
5. ↑  Gérard Larpent, Histoire de Vierzon, "Au temps antiques", p21 （法文）
6. ↑  Gérard Larpent, Histoire de Vierzon, À une vingtaine de kilomètres de Vierzon...éléments retrouvés dans la vallée de la Loire, p19 （法文）
7. ↑  Gérard Larpent, Histoire de Vierzon, Enfin, un troisième axe partait d'Augustodunum... Virsionis (Vierzon) et Gabris (Gièvres), p27 （法文）
8. ↑  ville de Vierzon, Archives du vendredi "Avaricum, Vierzon?" （法文）
9. ↑  Gérard Larpent, Histoire de Vierzon, Un temple était sans doute implanté là... le bois lui-même fut défriché., p35 （法文）
10. ↑  Gérard Larpent, Histoire de Vierzon, Les fouilles sur la ZAC du Vieux Domaine, effectuée en 1999... à usage culturel ou domestique., p30 （法文）
11. ↑  Le Berry Républicain. . leberry.fr. 2018-07-29  [2024-12-06] （法语）.
12. ↑  Gérard Larpent, Histoire de Vierzon, "La légende du château Triple", p33 （法文）
13. ↑  Gérard Larpent, Histoire de Vierzon, Et les historiens s'interrogent... l'abbaye de Vierzon datant du Xe siècle., p45 （法文）
14. ↑  Christophe Batardy; Olivier Buchsenschutz; Françoise Dumasy. . Supplément à la Revue archéologique du centre de la France. Tours: édération pour l'édition de la Revue archéologique du Centre de la France. 2001  [2024-12-07]. ISBN 2-913272-05-3. （原始内容存档于2024-03-21） （法语）.
15. ↑  Gérard Larpent, Histoire de Vierzon, "Dèvre ou Dèvres", p56 （法文）
16. ↑  Émile de Toulgoët-Tréanna. . Livre d'Histoire. 2007 [1884]. ISBN 978-2758600800 （法语）.
17. ↑  Gérard Larpent, Histoire de Vierzon, Dans ce contexte, l'année 843 sera une date clé pour Vierzon... attesté en l'année 843 par un diplôme signé par Charles le Chauve., p52 （法文）
18. ↑  Le Berry Républicain. . leberry.fr. 2016-08-28  [2024-12-07] （法语）.
19. ↑  Gérard Larpent, Histoire de Vierzon, ces guerriers venus de Norvège et du Danemark... provoqua le départ des moines de l'abbaye de Dèvre vers Vierzon en 903., p52 （法文）
20. ↑  La Nouvelle République. . Sutton. 2021. ISBN 978-2813814371 （法语）.
21. ↑  Gérard Larpent, Histoire de Vierzon, Mais, dès 969, le haut Berry échappe à la tutelle des ducs d'Aquitaine... Thibaud le Tricheur, comte de Chartre, Blois et Tours, p62 （法文）
22. ↑  ville de Vierzon, Archives du vendredi "Le premier seigneur de Vierzon" （法文）
23. ↑  Gérard Larpent, Histoire de Vierzon, "Bourgeois, serfs, culverts, colliberti", p70 （法文）
24. ↑  Gérard Larpent, Histoire de Vierzon, Après l'incendie de 1067, un vrai château fut construit à Vierzon... et abondant en poissons., p80 （法文）
25. ↑  Gérard Larpent, Histoire de Vierzon, "Le beffroi devenu prison", p80 （法文）
26. ↑  ville de Vierzon, Archives du vendredi "Dimanche de Pâques 1250" （法文）
27. ↑  Gérard Larpent, Histoire de Vierzon, "Les multiples transformations de l'église Notre-Dame", p88 （法文）
28. ↑  ville de Vierzon, Archives du vendredi Chassés, les seigneurs de Vierzon laissent le pouvoir au seigneur apanagiste （法文）
29. ↑  ville de Vierzon, Archives du vendredi En effet les troupes anglaises... en toute impunité. （法文）
30. ↑  ville de Vierzon, Archives du vendredi Le chemin de Vaucouleurs à Chinon est passé par Mehun et Vierzon avant de se diriger vers l’ouest. La tradition veut que Jeanne et ses compagnons aient séjourné à Vierzon （法文）
31. ↑  ville de Vierzon, Archives du vendredi Les Orléanais ont faim... Vierzon, comme base arrière de l’approvisionnement d’Orléans, il faut l’organiser... Au total se sont 488 réquisitionnés dont les noms apparaissent. （法文）
32. ↑  ville de Vierzon, Archives du vendredi Après avoir été base arrière d’approvisionnement, Vierzon n’en a pas pour autant fini avec Jeanne... à savoir 200 écus d’or. （法文）
33. ↑  Gérard Larpent, Histoire de Vierzon, Charles VII accorda aux habitants... poursuivre les chantier., p96 （法文）
34. ↑  Gérard Larpent, Histoire de Vierzon, "Hôtel-Dieu et grande pestilance", p104 （法文）
35. ↑  Gérard Larpent, Histoire de Vierzon, La ville fut érigée en siège royal... fonctionnaires des eaux et forêts., p104 （法文）
36. ↑  Gérard Larpent, Histoire de Vierzon, inondation (1522), peste (1522, 1524), hiver rigoureux entraînant une famine (1523)., p104 （法文）
37. ↑  Gérard Larpent, Histoire de Vierzon, en novembre 1526... pour protéger la ville., p106 （法文）
38. ↑  Gérard Larpent, Histoire de Vierzon, Vierzon fut peu impliquée dans les guerres de Religion... les troupes royales chassèrent les assiégeants., p106 （法文）
39. ↑  Gérard Larpent, Histoire de Vierzon, "Histoire de ponts", p110 （法文）
40. ↑  Gérard Larpent, Histoire de Vierzon, Le 1er juillet 1611, les habitants de Vierzon... dédiée à saint Claude., p112 （法文）
41. ↑  Gérard Larpent, Histoire de Vierzon, En 1620, Louis XIII donna Vierzon à Henri II de Bourbon-Condé... pendant près d'un siècle., p115 （法文）
42. ↑  Gérard Larpent, Histoire de Vierzon, "Le grand incendie de 1685", p119 （法文）
43. ↑  Gérard Larpent, Histoire de Vierzon, "Draps et serges", p124 （法文）
44. ↑  Gérard Larpent, Histoire de Vierzon, Les années aux alentours de 1750... Bourges et Châteauroux, puis sur Toulouse., p125 （法文）
45. ↑  Gérard Larpent, Histoire de Vierzon, Le futur Charles X eut un rôle déterminant dans le développement économique du Berry et de Vierzon en particulier... l'expédition des produits fabriqués, p125 （法文）
46. ↑  BERRY-SOLOGNE TOURISME. . berrysolognetourisme.com.   [2020-05-18]. （原始内容存档于2022-01-26） （法语）.
47. ↑  Gérard Larpent, Histoire de Vierzon, "Port et bateaux", p131 （法文）
48. ↑  Gérard Larpent, Histoire de Vierzon, Un autre point important pour l'économie locale... les hameaux de Vierzon-Villages., p135 （法文）
49. ↑  ville de Vierzon, Archives du vendredi "L’administration révolutionnaire" （法文）
50. ↑  Cassini. . cassini.ehess.fr.   [2024-12-15]. （原始内容存档于2021-04-13） （法语）.
51. ↑  Cassini. . cassini.ehess.fr.   [2024-12-15]. （原始内容存档于2024-12-03） （法语）.
52. ↑  Cassini. . cassini.ehess.fr.   [2024-12-15] （法语）.
53. ↑  Gérard Larpent, Histoire de Vierzon, Le premier maire élu de Vierzon... dans sa charge le 1er septembre 1789., p136 （法文）
54. ↑  Gérard Larpent, Histoire de Vierzon, "La première fête du 14 juillet", p137 （法文）
55. ↑  Le Berry Républicain. . leberry.fr. 2024-04-03  [2024-12-08]. （原始内容存档于2024-04-03） （法语）.
56. ↑  Gérard Larpent, Histoire de Vierzon, Conséquence inattendue du creusement du canal du Berry... pour chauffer leurs fours., p145 （法文）
57. ↑  Le Berry Républicain. . leberry.fr. 2020-08-06  [2024-12-08] （法语）.
58. ↑  Rail Passion. . railpassion.fr. 2023-05-18  [2024-12-08]. （原始内容存档于2024-06-16） （法语）.
59. ↑  Le Berry Républicain. . leberry.fr. 2019-02-23  [2020-05-18] （法语）.
60. ↑  Vosge Matin. . vosgesmatin.fr. 2022-11-06  [2024-12-08] （法语）.
61. ↑  Le Berry Républicain. . leberry.fr. 2020-11-08  [2024-12-08]. （原始内容存档于2020-11-08） （法语）.
62. ↑  Gérard Larpent, Histoire de Vierzon, En 1862, cependant, la forge de Vierzon... atteignit 6000 tonnes en 1863., p158 （法文）
63. ↑  Le Berry Républicain. . leberry.fr. 2020-03-03  [2024-12-08] （法语）.
64. ↑  Jules Claretie. L'Éclipse , 编. . LEN POD. 2017 [1872]. ISBN 978-2339114986 （法语）.
65. ↑  ville de Vierzon, Archives du vendredi "Hôpital de Vierzon" （法文）
66. ↑  ville de Vierzon, Archives du vendredi "L'autobus municipal" （法文）
67. ↑  ville de Vierzon, Archives du vendredi "La crue de 1910" （法文）
68. ↑  Gérard Larpent, Histoire de Vierzon, Prisonniers de guerre évadés... nous créent des histoire., p209 （法文）
69. ↑  France Bleu. . francebleu.fr. 2024-09-24  [2024-12-08]. （原始内容存档于2024-09-09） （法语）.
70. ↑  Le Berry Républicain. . leberry.fr. 2013-04-16  [2024-12-08] （法语）.
71. ↑  Le Berry Républicain. . leberry.fr. 2014-03-29  [2024-12-08] （法语）.
72. ↑  Légifrance. . legifrance.gouv.fr.   [2024-12-08]. （原始内容存档于2024-03-19） （法语）.
73. ↑  Le Berry Républicain. . leberry.fr. 2017-01-19  [2024-12-08] （法语）.
74. ↑  Le Berry Républicain. . leberry.fr. 2023-11-01  [2024-12-08]. （原始内容存档于2023-11-01） （法语）.
75. ↑  La Nouvelle République. . lanouvellerepublique.fr. 2018-03-13  [2024-12-12] （法语）.
76. ↑  Rail Passion. . railpassion.fr. 2017-08-01  [2024-12-12] （法语）.
77. ↑  France Bleu. . francebleu.fr.   [2023-01-12]. （原始内容存档于2016-04-13） （法语）.
78. ↑  France Bleu. . francebleu.fr. 2023-11-19  [2024-12-12]. （原始内容存档于2024-12-13） （法语）.

地理类
1. ↑  . plu-cadastre.fr.   [2024-12-08] （法语）.
2. ↑  Le Berry Républicain. . leberry.fr. 2024-02-26  [2024-12-08]. （原始内容存档于2024-03-01） （法语）.
3. ↑  Le Berry Républicain. . leberry.fr. 2024-01-16  [2024-12-08]. （原始内容存档于2024-03-04） （法语）.
4. ↑   (pdf). donneespubliques.meteofrance.fr.   [2024-12-08]. （原始内容存档 (PDF)于2023-11-04） （法语）.
5. ↑  INSEE. . insee.fr.   [2024-12-08]. （原始内容存档于2021-06-07） （法语）.
6. ↑  INSEE. . insee.fr.   [2024-10-27]. （原始内容存档于2024-11-30） （法语）.
7. ↑  INSEE. . insee.fr.   [2024-10-10]. （原始内容存档于2018-07-24） （法语）.
8. ↑  INSEE. . insee.fr.   [2024-06-29]. （原始内容存档于2020-11-10） （法语）.
9. ↑  INSEE. . insee.fr.   [2024-06-29]. （原始内容存档于2024-04-09） （法语）.
10. ↑  INSEE. . insee.fr. 2016-10-13  [2024-06-07]. （原始内容存档于2024-04-06） （法语）.
11. ↑  INSEE. . insee.fr.   [2024-12-14] （法语）.
12. ↑  INSEE. . insee.fr.   [2024-04-10] （法语）.
13. ↑  INSEE. . insee.fr.   [2024-04-10]. （原始内容存档于2024-05-15） （法语）.
14. ↑  . remi-centrevaldeloire.fr.   [2024-12-12]. （原始内容存档于2023-11-23） （法语）.
15. ↑  . remi-centrevaldeloire.fr.   [2024-06-09]. （原始内容存档于2024-06-09） （法语）.
16. ↑  TER Centre-Val de Loire. . ter.sncf.fr.   [2024-10-27]. （原始内容存档于2024-02-04） （法语）.
17. ↑  Gares & Connexions. . garesetconnexions.sncf.   [2024-10-27]. （原始内容存档于2023-09-30） （法语）.
18. ↑  SNCF Data. . ressources.data.sncf.com.   [2024-12-12] （法语）.
19. ↑  TER Centre-Val de Loire. . ter.sncf.fr.   [2024-12-12]. （原始内容存档于2024-06-18） （法语）.
20. ↑  Gares & Connexions. . garesetconnexions.sncf.   [2024-12-12]. （原始内容存档于2024-04-17） （法语）.
21. ↑  ville de Vierzon. . ville-vierzon.fr.   [2024-12-12]. （原始内容存档于2024-12-09） （法语）.
22. ↑  . linternaute.fr.   [2024-12-08]. （原始内容存档于2024-12-09） （法语）.
23. ↑  insee.fr. . insee.fr.   [2024-12-08]. （原始内容存档于2021-05-01） （法语）.
24. ↑  Comparateur de territoires - Commune de Vierzon (18279)（法文）

社科类
1. ↑  collectivites-locales.gouv.fr. . collectivites-locales.gouv.fr.   [2022-09-10]. （原始内容存档于2022-06-21） （法语）.
2. ↑  ville de Vierzon. . ville-vierzon.fr.   [2024-12-08] （法语）.
3. ↑  Communauté de communes Vierzon Sologne Berry. . cc-vierzon.fr.   [2024-12-12]. （原始内容存档于2024-05-18） （法语）.
4. ↑  . linternaute.com.   [2024-12-12]. （原始内容存档于2024-12-09） （法语）.
5. ↑  . linternaute.com.   [2024-12-12] （法语）.
6. ↑  Le Berry Républicain. . leberry.fr. 2024-07-23  [2024-12-12] （法语）.
7. ↑  Le Berry Républicain. . leberry.fr. 2024-08-31  [2024-12-13] （法语）.
8. ↑  Le Berry Républicain. . leberry.fr. 2024-11-16  [2024-12-13] （法语）.
9. ↑  Le Berry Républicain. . leberry.fr. 2021-07-19  [2024-12-13] （法语）.
10. ↑  France 3. . france3-regions.francetvinfo.fr. 2022-07-04  [2024-12-09]. （原始内容存档于2024-06-14） （法语）.
11. ↑  Ministère de l'Intérieur (编). . mobile.interieur.gouv.fr.   [2024-12-09] （法语）.
12. ↑  Le Berry Républicain. . leberry.fr. 2022-06-21  [2024-12-09]. （原始内容存档于2022-06-21） （法语）.
13. ↑  . election-europeenne.linternaute.com.   [2024-12-09]. （原始内容存档于2024-04-27） （法语）.
14. ↑  . election-departementale.linternaute.com.   [2024-12-09] （法语）.
15. ↑  . archives-resultats-elections.interieur.gouv.fr.   [2024-12-09]. （原始内容存档于2024-06-29） （法语）.
16. ↑  . election-regionale.linternaute.com.   [2024-12-09]. （原始内容存档于2022-05-26） （法语）.
17. ↑  Ville de Vierzon (编). . ville-vierzon.fr.   [2024-12-10]. （原始内容存档于2021-04-10） （法语）.
18. ↑  Chambre de commerce et d'industrie du Cher. . cher.cci.fr.   [2024-12-10] （法语）.
19. ↑  France Travail (编). . francetravail.fr.   [2024-12-10]. （原始内容存档于2024-09-09） （法语）.
20. ↑  Manageo (编). . manageo.fr.   [2024-12-08] （法语）.
21. ↑  Le Figaro (编). . entreprises.lefigaro.fr.   [2024-12-10]. （原始内容存档于2024-12-08） （法语）.
22. ↑  . societe.com.   [2024-12-10]. （原始内容存档于2008-11-18） （法语）.
23. ↑  . societe.com.   [2024-12-10] （法语）.
24. ↑  . societe.com.   [2024-12-10] （法语）.
25. ↑  . societe.com.   [2024-12-10]. （原始内容存档于2012-10-14） （法语）.
26. ↑  . societe.com.   [2024-12-10] （法语）.
27. ↑  . societe.com.   [2024-12-10]. （原始内容存档于2013-02-24） （法语）.
28. ↑  JDN (编). . journaldunet.fr.   [2024-12-08] （法语）.
29. ↑  JDN (编). . journaldunet.fr.   [2024-12-08] （法语）.
30. ↑  JDN (编). . journaldunet.fr.   [2024-12-08]. （原始内容存档于2024-12-08） （法语）.
31. ↑  INSEE. . insee.fr.   [2024-12-08] （法语）.
32. ↑  JDN (编). . journaldunet.fr.   [2024-12-08]. （原始内容存档于2020-10-19） （法语）.
33. ↑  Académie d'Orléans-Tours. . ac-orleans-tours.fr.   [2022-01-01]. （原始内容存档于2022-02-03） （法语）.
34. ↑  . linternaute.com.   [2024-12-09]. （原始内容存档于2024-08-11） （法语）.
35. ↑  . villedata.fr.   [2024-12-09] （法语）.
36. ↑  France 3. . france3-regions.francetvinfo.fr. 2024-03-20  [2024-12-09]. （原始内容存档于2024-07-08） （法语）.
37. ↑  Le Berry Républicain. . leberry.fr. 2024-09-03  [2024-12-09]. （原始内容存档于2024-09-03） （法语）.
38. ↑  L'Etudiant. . letudiant.fr.   [2024-12-09]. （原始内容存档于2022-10-10） （法语）.
39. ↑  FHF. . etablissements.fhf.fr.   [2024-12-09] （法语）.
40. ↑  FHF. . etablissements.fhf.fr.   [2024-12-09]. （原始内容存档于2024-07-14） （法语）.
41. ↑  FHF. . etablissements.fhf.fr.   [2024-12-09]. （原始内容存档于2024-02-04） （法语）.
42. ↑  sante.fr. . sante.fr.   [2024-12-08] （法语）.
43. ↑  FHF. . etablissements.fhf.fr.   [2024-12-09]. （原始内容存档于2023-06-25） （法语）.
44. ↑  Communauté de communes Vierzon Sologne Berry. . cc-vierzon.fr.   [2024-12-09] （法语）.
45. ↑  Communauté de communes Vierzon Sologne Berry. . cc-vierzon.fr.   [2024-12-09]. （原始内容存档于2024-05-18） （法语）.
46. ↑  . linternaute.com.   [2024-12-10]. （原始内容存档于2024-12-08） （法语）.
47. ↑  France 3 Centre-Val de Loire (编). . france3-regions.francetvinfo.fr.   [2024-12-11]. （原始内容存档于2023-04-11） （法语）.
48. ↑  Le Berry Républicain. . leberry.fr.   [2024-12-11]. （原始内容存档于2023-01-26） （法语）.
49. ↑  Petit Futé. . petitfute.com.   [2022-08-06]. （原始内容存档于2022-08-06） （法语）.
50. ↑  ville de Vierzon. . ville-vierzon.fr.   [2024-12-11]. （原始内容存档于2024-12-08） （法语）.
51. ↑  ville de Vierzon. . ville-vierzon.fr.   [2024-12-13] （法语）.
52. ↑  France 3. . france3-regions.francetvinfo.fr. 2022-02-20  [2024-12-13]. （原始内容存档于2023-02-05） （法语）.
53. ↑  ville de Vierzon. . ville-vierzon.fr.   [2024-12-11] （法语）.
54. ↑  . cc-vierzon.fr.   [2024-12-11]. （原始内容存档于2024-12-09） （法语）.
55. ↑  ville de Vierzon. . ville-vierzon.fr.   [2024-12-11] （法语）.
56. ↑  . linternaute.com.   [2024-12-11]. （原始内容存档于2024-12-09） （法语）.
57. ↑  . linternaute.com.   [2024-12-11] （法语）.
58. ↑  . lannuaire.service-public.fr.   [2024-12-11] （法语）.
59. ↑  . lannuaire.service-public.fr.   [2024-12-11] （法语）.
60. ↑  Les services de l'État dans le Cher. . cher.gouv.fr.   [2024-12-11] （法语）.
61. ↑  Le Berry Républicain. . leberry.fr. 2023-12-06  [2024-12-11]. （原始内容存档于2023-12-06） （法语）.
62. ↑  . linternaute.com.   [2024-12-11]. （原始内容存档于2024-12-09） （法语）.
63. ↑  France Bleu. . francebleu.fr. 2023-12-17  [2024-12-11]. （原始内容存档于2023-12-24） （法语）.
64. ↑  . cc-vierzon.fr.   [2024-12-11]. （原始内容存档于2024-12-09） （法语）.
65. ↑  . officedetourismedevierzon.com.   [2024-12-11]. （原始内容存档于2024-11-18） （法语）.
66. ↑  . cc-vierzon.fr.   [2024-12-11]. （原始内容存档于2024-12-09） （法语）.
67. ↑  . cc-vierzon.fr.   [2024-12-11]. （原始内容存档于2024-12-10） （法语）.
68. ↑  ville de Vierzon. . ville-vierzon.fr.   [2024-12-10] （法语）.

文化类
1. ↑  ville de Vierzon. . ville-vierzon.fr.   [2024-12-11]. （原始内容存档于2024-12-08） （法语）.
2. ↑  . lafabriquedelacite.com.   [2024-12-13] （法语）.
3. ↑  Jean-Claude COMBEAU, Mémoire en Image - Montluçon, Cette vue aérienne de 1956 montre, malgré les transformations opérées...le Vieux château et l'hôtel de ville, p28 （法文）
4. ↑  ville de Vierzon. . ville-vierzon.fr.   [2024-12-13]. （原始内容存档于2024-12-09） （法语）.
5. ↑  Monumentum. . monumentum.fr.   [2024-12-13]. （原始内容存档于2024-04-13） （法语）.
6. ↑  . berrysolognetourisme.com.   [2024-12-13] （法语）.
7. ↑  Ministère de la Culture. . pop.culture.gouv.fr.   [2024-12-08]. （原始内容存档于2024-08-05） （法语）.
8. ↑  Ministère de la Culture. . pop.culture.gouv.fr.   [2024-12-13]. （原始内容存档于2023-08-19） （法语）.
9. ↑  . magcentre.fr. 2024-02-19  [2024-12-13] （法语）.
10. ↑  . diocese-bourges.org.   [2024-12-13] （法语）.
11. ↑  Le Figaro. . lefigaro.fr. 2012-12-04  [2024-12-13]. （原始内容存档于2024-02-22） （法语）.
12. ↑  . eterritoire.fr.   [2024-12-13] （法语）.
13. ↑  FÉDÉRATION FRANÇAISE DE FOOTBALL - LIGUE CENTRE-VAL DE LOIRE DE FOOTBALL (编). . foot-centre.fff.fr.   [2024-12-10] （法语）.
14. ↑  Le Berry Républicain. . leberry.fr. 2015-10-16  [2024-12-10] （法语）.
15. ↑  FÉDÉRATION FRANÇAISE DE FOOTBALL - LIGUE CENTRE-VAL DE LOIRE DE FOOTBALL (编). . foot-centre.fff.fr.   [2024-12-10] （法语）.
16. ↑  . vierzon-handball.fr.   [2024-12-10]. （原始内容存档于2024-05-19） （法语）.
17. ↑  . centre-handball.com.   [2024-12-10]. （原始内容存档于2023-01-28） （法语）.
18. ↑  FÉDÉRATION FRANÇAISE DE RUBGY - LIGUE CENTRE-VAL DE LOIRE DE FOOTBALL (编). . liguecentrevaldeloire.ffr.fr.   [2024-12-10] （法语）.
19. ↑  . lepetitsolognot.fr. 2023-09-21  [2024-12-10] （法语）.
20. ↑  Le Berry Républicain. . leberry.fr. 2018-03-05  [2024-12-10]. （原始内容存档于2021-12-22） （法语）.
21. ↑  Le Berry Républicain. . leberry.fr. 2020-11-10  [2024-12-10]. （原始内容存档于2024-04-06） （法语）.
22. ↑  France 3. . france3-regions.francetvinfo.fr. 2023-10-25  [2024-12-10]. （原始内容存档于2024-06-20） （法语）.
23. ↑  . foiredevierzon.com.   [2024-12-13]. （原始内容存档于2024-05-20） （法语）.
24. ↑  Le Berry Républicain. . leberry.fr. 2013-03-30  [2024-12-13] （法语）.
25. ↑  . echoduberry.fr. 2019-06-13  [2023-01-15]. （原始内容存档于2023-02-07） （法语）.
26. ↑  Le Berry Républicain. . leberry.fr. 2012-09-09  [2024-12-13] （法语）.
27. ↑  ville de Vierzon. . ville-vierzon.fr.   [2024-12-13]. （原始内容存档于2024-12-09） （法语）.
28. ↑  Le Berry Républicain. . leberry.fr. 2017-10-16  [2024-12-13]. （原始内容存档于2019-08-31） （法语）.
29. ↑  ville de Vierzon. . ville-vierzon.fr.   [2024-12-13] （法语）.
30. ↑  ville de Vierzon. . ville-vierzon.fr.   [2024-12-13] （法语）.
31. ↑  Le Monde. . lemonde.fr. 2019-06-08  [2024-12-15] （法语）.
32. ↑  Le Berry Républicain. . leberry.fr. 2015-07-15  [2024-12-15] （法语）.
33. ↑  Le Berry Républicain. . leberry.fr. 2024-06-01  [2024-12-15]. （原始内容存档于2024-06-01） （法语）.
34. ↑  Le Berry Républicain. . leberry.fr. 2019-01-03  [2024-12-11] （法语）.
35. ↑  Le Berry Républicain. . leberry.fr. 2014-07-29  [2024-12-11] （法语）.
36. ↑  ville de Vierzon (编). . ville-vierzon.fr.   [2024-12-11]. （原始内容存档于2021-03-31） （法语）.

综合类
1. 1 2 3 4  communes.com. . communes.com.   [2024-12-08]. （原始内容存档于2021-02-27） （法语）.
2. 1 2 3 4 5 6 7 8 9 10 11 12 13 14 15 16 17 18 19 20 21 22 23 24 25 26 27 28 29  Géoportail. . geoportail.fr.   [2024-12-08] （法语）.
3. 1 2  Michel Provost. . Les Editions de la MSH. 1992: 370p. ISBN 9782877540162 （法语）.
4. 1 2  Gérard Larpent, Histoire de Vierzon, "Vierzon vue par Nicolas de Nicolay", p106 （法文）
5. 1 2  Cassini. . cassini.ehess.fr.   [2024-12-08]. （原始内容存档于2023-11-04） （法语）.
6. 1 2  Gérard Larpent, Histoire de Vierzon, la nécessité d'améliorer les transports fluviaux... celui-ci "Canal du Berry", p143 （法文）
7. 1 2 3  ville de Vierzon, Archives du vendredi "L’épopée de « la Française »" （法文）
8. 1 2  Le Berry Républicain. . leberry.fr. 2013-06-01  [2024-12-08] （法语）.
9. 1 2  Le Berry Républicain. . leberry.fr. 2015-07-03  [2020-05-18] （法语）.
10. 1 2  ville de Vierzon, Archives du vendredi "Du Château au Tunnel" （法文）
11. 1 2  . linternaute.com.   [2024-12-08]. （原始内容存档于2019-05-13） （法语）.
12. 1 2  BRGM. . brgm.fr.   [2024-12-08]. （原始内容存档于2017-04-23） （法语）.
13. 1 2 3 4 5 6  BRGM.  (pdf). ficheinfoterre.brgm.fr.   [2024-12-08] （法语）.
14. 1 2 3  . linternaute.fr.   [2024-12-08]. （原始内容存档于2024-08-11） （法语）.
15. 1 2 3 4  . infoclimat.fr.   [2024-12-08] （法语）.
16. 1 2  infoclimat.fr. . infoclimat.fr.   [2020-05-18]. （原始内容存档于2020-09-16） （法语）.
17. ↑  sig.ville.gouv.fr. . sig.ville.gouv.fr.   [2024-12-08] （法语）.
18. 1 2 3 4 5 6 7  Le Monde (编). . lemonde.fr.   [2024-12-09]. （原始内容存档于2022-02-28） （法语）.
19. 1 2 3  INSEE, Dossier complet - Commune de Vierzon (18279), RES T1 - Établissements actifs employeurs par secteur d'activité agrégé et taille fin 2021 （法文）
20. 1 2  . linternaute.com.   [2024-12-08]. （原始内容存档于2024-08-11） （法语）.
21. 1 2  . linternaute.com.   [2024-12-09]. （原始内容存档于2024-11-30） （法语）.
22. 1 2 3  . linternaute.com.   [2024-12-10]. （原始内容存档于2024-12-09） （法语）.
23. 1 2 3 4 5 6  Département du Cher.  (pdf). cher.gouv.fr.   [2024-12-13]. （原始内容存档 (PDF)于2024-07-07） （法语）.
24. 1 2  ville de Vierzon. . ville-vierzon.fr.   [2024-12-13]. （原始内容存档于2024-12-08） （法语）.